# باريس
باريس (بالفرنسية: Paris) وسمَّاها العرب سابقًا بَرِيش هي عاصمة فرنسا وأكبر مدنها من حيث عدد السكان. تقع على ضفاف نهر السين في الجزء الشمالي من البلاد في قلب منطقة إيل دو فرانس. بلغ عدد سكانها 2,243,833 عام 2010 ضمن نطاقها الإداري فقط، بينما يربو عدد سكان المدينة مع ضواحيها على 12 مليون نسمة.
ظلت باريس منطقة فائقة الأهمية لما يزيد عن ألفي عام، ومع مطلع القرن الثاني عشر، أصبحت باريس مركزًا أوروبيًا للتمويل والدبلوماسية والتجارة والأزياء والعلوم والفنون وأكبر مدن العالم الغربي حتى أوائل القرن الثامن عشر. كانت باريس مسرحًا للعديد من الأحداث السياسية الهامة على مر التاريخ، مثل الثورة الفرنسية.
أما في الوقت الحاضر، فهي واحدة من أكبر المراكز الاقتصادية والثقافية ذات التأثير الهام في السياسة والعلوم والترفيه والإعلام والأزياء والفنون مما جعلها من مدن العالم الرئيسية. في عام 2011، كان الناتج المحلي الإجمالي للمدينة 607 مليار يورو (845 مليار دولار) وهو من أكبر النواتج المحلية للمدن في العالم.كما أنها مقر لمعظم الشركات الفرنسية.
باريس هي وجهة سياحية رائدة في العالم وتمتلك مجموعة متنوعة من المتاحف والمسارح والمعالم الأثرية التي بُنيت على مر القرون، مثل برج إيفل وقوس النصر ومتحف اللوفر وقصر فرساي. باريس هي إحدى أكبر مراكز الفن في العالم، باحتوائها على عدد كبير من المتاحف التي تضم لوحات لأبرز الفنانين العالميين. كما أن لمطبخ المدينة سمعة عالمية، حيث تستقطب أشهر الطهاة على مستوى العالم. تضم باريس وضواحيها أرقى المدارس والجامعات الفرنسية، كما تحتوي على مقرات أكبر الصحف الفرنسية، مثل: لوموند، ولو فيغارو، وليبراسيون.
باريس هي مقر لنادي باريس سان جيرمان الرياضي، كما يوجد فيها ملعب فرنسا الذي بني لاستضافة كأس العالم لكرة القدم 1998. وتستضيف المدينة سنويا بطولة رولان غاروس لكرة المضرب.
تتميز باريس بتنوع وسائل المواصلات وجودتها. تضم المدينة مطارين دوليين رئيسيين هما مطار شارل ديغول الدولي وأورلي. وينقل مترو باريس، الذي افتتح عام 1900، حوالي 9 ملايين راكب يوميًا.

## أصل التسمية
اسم باريس مستمد من سكانها الأوائل، وهم إحدى قبائل الغال ويعرفون بـباريسي. سميت المدينة لوتيتيا إبان العصر الروماني في الفترة ما بين القرن الأول والقرن الرابع بعد الميلاد. إلا أنها سميت باريس مرة أخرى في عهد يوليان المرتد (360-363). يعتقد أن اسم باريسي يأتي من الكلمة السلتية الغالية باريسو التي تعني الشعب العامل أو الحرفيون.
وقد وصفها الرحالة الموريسكي أحمد بن قاسم الحجري في رحلة الشهاب إلى لقاء الأحباب، وذكر اسمها بالعربية «بريش»:
| باريس | هي دار سلطنة الفرنج، وبينها وبين مدينة روان نحو الثلاثة أيام، وطولها خمسة آلاف وخمسمائة خطوة وعرضها أربعة آلاف وخمسمائة خطوة، وبيوتها عالية، وكلها عامرة بالناس، وديار الأكابر مبنية بالحجر المنجور إلا أنه بطول الزمن يسوَد لون الحجر، وتقول النصارى أن أعظم مدن الدنيا القسطنطينية، ثم مدينة بريش، ثم مدينة اشبونة (لشبونة) ببلاد الأندلس. | باريس |

لباريس العديد من الألقاب، حيث تعرف بمدينة الحب وعاصمة الموضة، لكن اللقب الأشهر للمدينة هو مدينة النور   (La Ville-Lumière) وهو اللقب الذي حصلت عليه باريس لشهرتها كمركز للعلم والفكر خلال عصر التنوير وكذلك بسبب اعتمادها في وقت مبكر على نظام إضاءة الشوارع. عرفت باريس بمدينة النور في النصف الثاني من القرن التاسع عشر، عندما أزال البارون هوسمان المعين من قبل نابليون الثالث الشوارع والأحياء التي تعود للعصور الوسطى وقام بتحويل باريس إلى مدينة حديثة.

## التاريخ

### البدايات
تعود أولى العلامات الأثرية الدالة على وجود مستوطنات دائمة إلى الفترة ما بين 4500-4200 قبل الميلاد. حيث وجدت أدلة تعدّ من الأقدم من نوعها في باريس عام 1991 على استخدام تلك الشعوب البدائية القوارب. (يوجد في متحف كَرْنَفَالِيه بقايا ثلاثة من هذه القوارب الأثرية)  سكنت قبيلة باريسي -إحدى قبائل الغال- المنطقة الواقعة على ضفاف نهر السين في عام 250 قبل الميلاد تقريباً. غزا الرومان باريس في عام 52 قبل الميلاد تقريباً واستوطنوا فيها في أواخر القرن نفسه. سميت المدينة لوتيتيا في عهد الإمبراطورية الرومانية، ثم تغير اسمها إلى لوتيس. توسعت المدينة بشكل كبير على مدار القرون التالية لتصبح مدينة مزدهرة تحتوي على القصور والحمامات والمعابد والمسارح.
أدى انهيار الإمبراطورية الرومانية، جنباً إلى جنب مع الغزوات الجرمانية في القرن الخامس الميلادي إلى تراجع أهمية المدينة بشكل جلي. وفي حلول عام 400، هجرت «ليوتيس» من قبل العديد من سكانها وتضاءلت أهميتها. استعادت المدينة اسم باريس عام 360 تقريباً في نهاية عصر الاحتلال الروماني، عندما أُعلن يوليان المرتد إمبراطوراً. تمّ هذا الإعلان في إيل دو لا سيتي وهي جزيرة واقعة في نهر السين. أقام يوليان في هذه المنطقة ثلاث سنوات، مما جعل من باريس العاصمة الفعلية للإمبراطورية الغربية.

### عصر الميروفنجيون

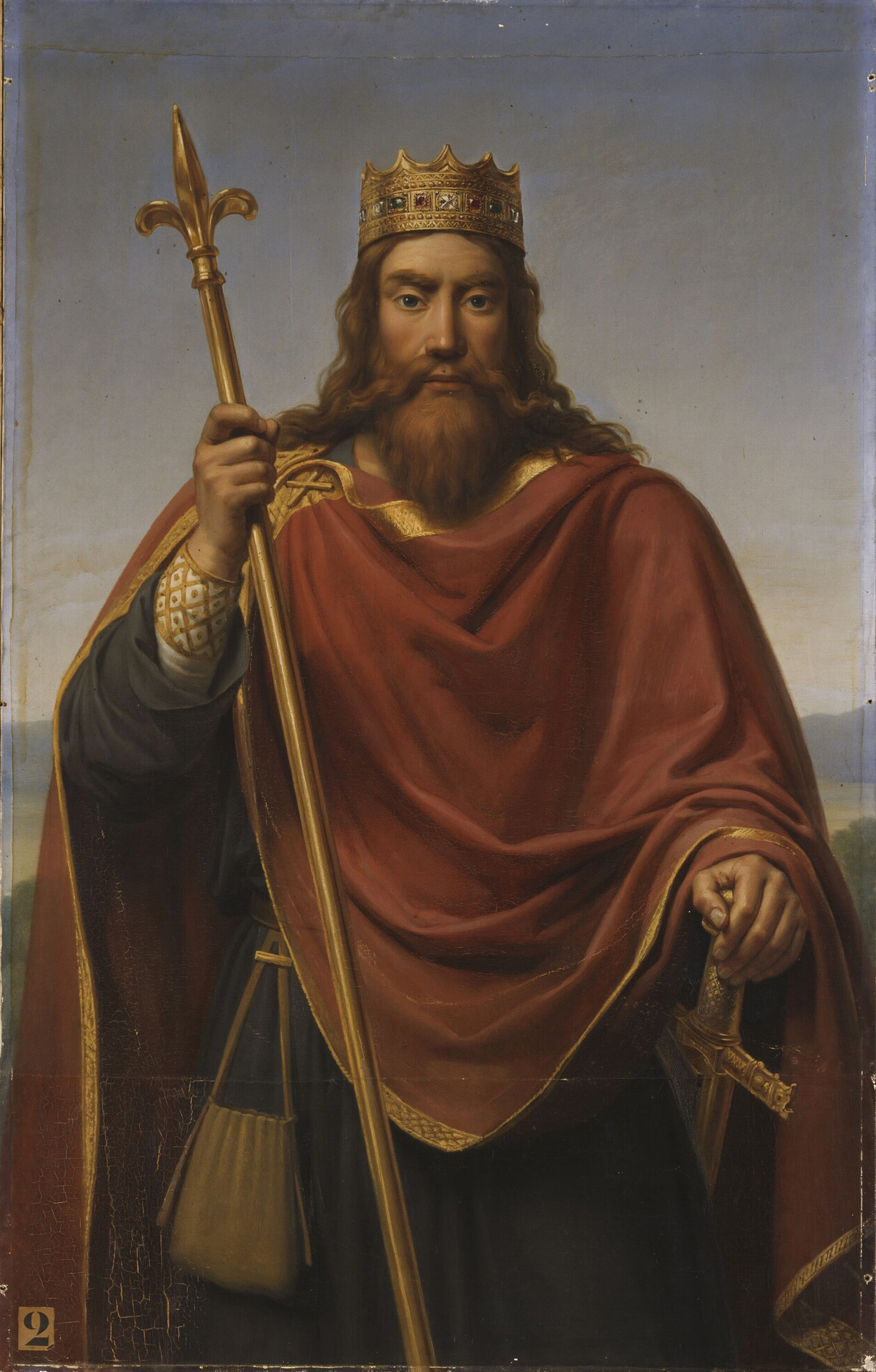
كلوفيس الأول، أول ملوك سلالة ميروفنجيون.

كانت منطقة باريس تحت سيطرة الفرنجة في أواخر القرن الخامس. جعل الملك الفرنجي كلوفيس الأول أول ملوك سلالة ميروفنجيون من باريس عاصمة لبلاده عام 508 وأعاد سكان المدينة إلى المسيحية مرة أخرى. قام ملوك سلالة كارولنجيون بجعل مدينة آخن (الواقعة في ألمانيا في الوقت الحاضر) عاصمة للبلاد بدلاً من باريس، وكان ذلك في أواخر القرن الثامن الميلادي. تزامن هذا مع بدء غزوات الفايكنج في أوائل القرن التاسع.
وقعت واحدة من أبرز غارات الفايكنج في 28 مارس 845، عندما غزت 200 سفينة إسكندنافية على طول نهر السين باريس، فقاموا بسرقة ونهب المدينة،  ولم يغادروها حتى حصلوا على أموال كثيرة قدمت لهم من قبل ولي العهد. تكررت الغزوات على المدينة مما اضطر يوديس -كونت باريس- إلى بناء حصن في إيل دو لا سيتي عام 885. إلّا أنّ المدينة عانت من حصار شديد استمر ما يزيد عن العام، انتهى في نهاية المطاف في عهد الملك الكارولنجيوني شارل البدين. عاش التاج الفرنسي حالة من النزاع والاضطراب بعد إعلان يوديس نفسه حاكماً، واستمر ذلك حتى عام 987، حينما انتخب كونت باريس أوغو كابيه ملكاً على فرنسا. عادت باريس تحت حكم الملوك الكابيتيون عاصمة من جديد، ويرى العديد من المؤرخين أنّ تتويج أوغو كابيه كان لحظة ميلاد فرنسا الحديثة.

### العصور الوسطى وحتى القرن الثامن عشر
أصبحت باريس مدينة مزدهرة مع نهاية القرن الحادي عشر، وتوافد عليها العلماء والرهبان من أجل تبادل الأفكار، كما قام فيليب أوغست ببناء جامعة باريس عام 1200. تصاعدت بعد ذلك قوة النقابات التي تسببت في قيام ثورة في البلاد بعد القبض على الملك الفرنسي من قبل الإنجليز عام 1356. كان عدد سكان باريس حوالي 200,000 عندما وصلها الموت الأسود عام 1348، الذي فتك ب800 شخص يومياً. كما توفي قرابة 40,000 بسبب الطاعون الدبلي عام 1466. كما فتك الطاعون بالمدينة خلال القرنين السادس عشر والسابع عشر، حيث كان يزورها سنة كل ثلاث سنوات تقريباً. خسرت باريس مكانتها باعتبارها مقراً لفرنسا بعد احتلالها من قبل الإنجليز إبان حرب المئة عام، لكنها عادت عاصمة للفرنسيين عندما استعادها شارل السابع، على الرغم من أن العاصمة الفعلية كانت فال دو لوار. استمر هذا الحال حتى قيام فرانسوا الأول بنقل مقر إقامته إلى باريس عام 1528.
خلال حروب فرنسا الدينية، كانت باريس معقل الكاثوليكية. وفي أغسطس من عام 1572، في عهد شارل التاسع، تواجد العديد من النبلاء البروستانت في باريس من أجل حضور زفاف هنري النافاري -هنري الرابع ملك فرنسا فيما بعد- ومارغريت شقيقة شارل التاسع، فوقعت حينها مذبحة سان بارتيليمي في 24 أغسطس واستمرت لبضعة أيام وانتشرت في جميع أنحاء البلاد.
قام هنري الرابع عام 1590 بفرض حصار باريس قوبلت بتلقيه تهديدات من فيليب الثاني ملك إسبانيا، فاعتنق هنري الكاثوليكية عام 1594، ورحبت به باريس ملكاً عليها. أنفقت أسرة بوربون مبالغ طائلة من أجل إبقاء سيطرتها على المدينة فبنوا الجسور وغيرها. على الرغم من ذلك، لم يكن أهل باريس سعداء بحكامهم، فقامت ثورة عمت أنحاء المدينة فرت على إثرها العائلة الحاكمة من المدينة. نقل لويس الرابع عشر فيما بعد مقر الإقامة الملكية إلى قصر فيرساي، وكان ذلك عام 1682. نمت سمعة باريس في القرن الثامن عشر إبان عصر التنوير بسبب كتابات مثقفي المدينة أمثال: فولتير ودنيس ديدرو.

### الثورة الفرنسية
|                                                                                     |  |  |
| اليمين: اقتحام سجن الباستيل (1789); اليسار: خريطة باريس والمناطق المجاورة عام 1735. |  |  |

في نهاية القرن الثامن عشر، كانت باريس المقر الرئيسي للثورة الفرنسية؛ كان موسم الحصاد سيئاً للغاية عام 1788 مما أدى إلى ارتفاع أسعار الغذاء بشكل هائل كما وصلت الديون إلى حد غير مسبوق. في 14 يوليو 1789، جزع الباريسيون من الضغوطات التي مارسها الملك لويس السادس عشر على الجمعية التي شكلتها الطبقة الثالثة، فاقتحموا سجن الباستيل وهو رمز الحكم المطلق. اشتعلت حينها الثورة ورفض الشعب مزاعم الملك بأنه يملك حقاً إلهياً لحكم البلاد. انتخب جان سيلفان بايي محافظاً على باريس في 15 يوليو 1789، وبعدها بيومين اختير علم فرنسا الجديد المكون من ثلاثة ألوان: الأزرق والأحمر يمثلان باريس أما الأبيض فيمثل آل بوربون الذين ينحدر منهم لويس السادس عشر.
أعلن قيام الجمهورية لأول مرة عام 1792. وفي السنة التي تلتها، أعدم كل من لويس السادس عشر وزوجته ماري أنطوانيت في ميدان الكونكورد في باريس والذي كان مسرحاً للعديد من عمليات الإعدام. كانت المقصلة أكثر أدوات الإعدام استخداماً في تلك الفترة. ففي صيف عام 1794، أعدم أكثر من 1300 شخص في شهر واحد فقط. تشكل بعد ذلك مجلس مؤلف من خمسة أعضاء تولى إدارة البلاد حتى أطيح به بعد الانقلاب العسكري الذي قاده نابليون بونابرت الذي وضع حداً للثورة واختير فيما بعد في استفتاء عام إمبراطوراً على فرنسا.

### القرن التاسع عشر
احتلت باريس من قبل الروس والحلفاء على إثر هزيمة نابليون بونابرت في 31 مارس 1814، وكانت هذه المرة الأولى التي تحتل في باريس من قبل قوات أجنبية منذ قرابة 400 سنة. تلا ذلك استعادة بوربون حكم فرنسا من جديد، حيث أصبح لويس الثامن عشر ملكاً في الفترة (1814-1824)، تلاه شارل العاشر الذي انتهت فترة حكمه بعد قيام ثورة يوليو 1830. بات نظام الحكم في فرنسا بعد الثورة نظاماً ملكياً دستورياً متمثلاً في الملك لويس فيليب الأول، الذي بدوره قامت عليه ثورة فبراير 1848. قادت ثورة فبراير إلى تكوين الجمهورية الفرنسية الثانية. اجتاح وباء الكوليرا باريس عامي 1832 و1850، حيث قتل وباء 1832 وحده 20,000 من أصل 650,000 وهو مجموع سكان باريس في ذلك الوقت، أي حوالي 3% من سكان المدينة.
بدأت كبرى عمليات التنمية في باريس مع الثورة الصناعية، فأنشأت شبكة متطورة من السكك الحديدية. أدى هذا النمو إلى زيادة عدد المهاجرين إلى المدينة على نحو غير مسبوق. تطورت باريس بشكل كبير في عهد الإمبراطورية الفرنسية الثانية تحت حكم نابليون الثالث. عَهَدَ نابليون الثالث تطوير باريس إلى البارون هوسمان، الذي أزال شوارع باريس الضيقة والمتعرجة التي تعود إلى العصور الوسطى مكوناً شبكة من الطرق الواسعة والواجهات الكلاسيكية الحديثة التي لا تزال تشكل جزءاً كبيراً من باريس الحديثة، مما أعطى المدينة رونقاً خاصاً. لم يؤد هذا التوسع إلى تجميل المدينة فقط، بل زاد من فعالية الجيش ويسّر استخدام المدفعية من أجل مواجهة أي ثورة قد تحدث مستقبلاً.
سقطت الإمبراطورية الفرنسية الثانية خلال الحرب الفرنسية البروسية (1870-1871). استسلمت باريس المحاصرة تحت القصف الشديد في 28 يناير 1871. أبدى سكان باريس امتعاضاً شديداً من الهدنة المهينة التي وقعتها الحكومة الفرنسية القابعة في فرساي إلى تكوين حكومة كومونة باريس مدعومةً بجيش مكون من أعداد كبيرة من أعضاء الحرس الوطني السابقين. قام هذا الجيش بمقاومة القوات البروسية، إلى جانب جيش حكومة فرساي. سقطت حكومة كومونة باريس بعد أسبوع دموي أعدم فيه قرابة 20,000. انتهت الحرب على إثر ذلك في 28 مايو 1871. كان تصميم البارون هوسمان سبباً في انتصار جيش فرساي.
تزايدت أهمية باريس في أواخر القرن التاسع عشر حتى أصبحت مركزاً للتكنولوجيا والتجارة والسياحة والعمارة،  حيث يعد برج إيفل -الذي ظل أطول مباني العالم حتى عام 1930- أشهر الأدلة الدالة على تطور العمارة في باريس في تلك الفترة. كما افتتح مترو باريس عام 1900.

### القرن العشرون

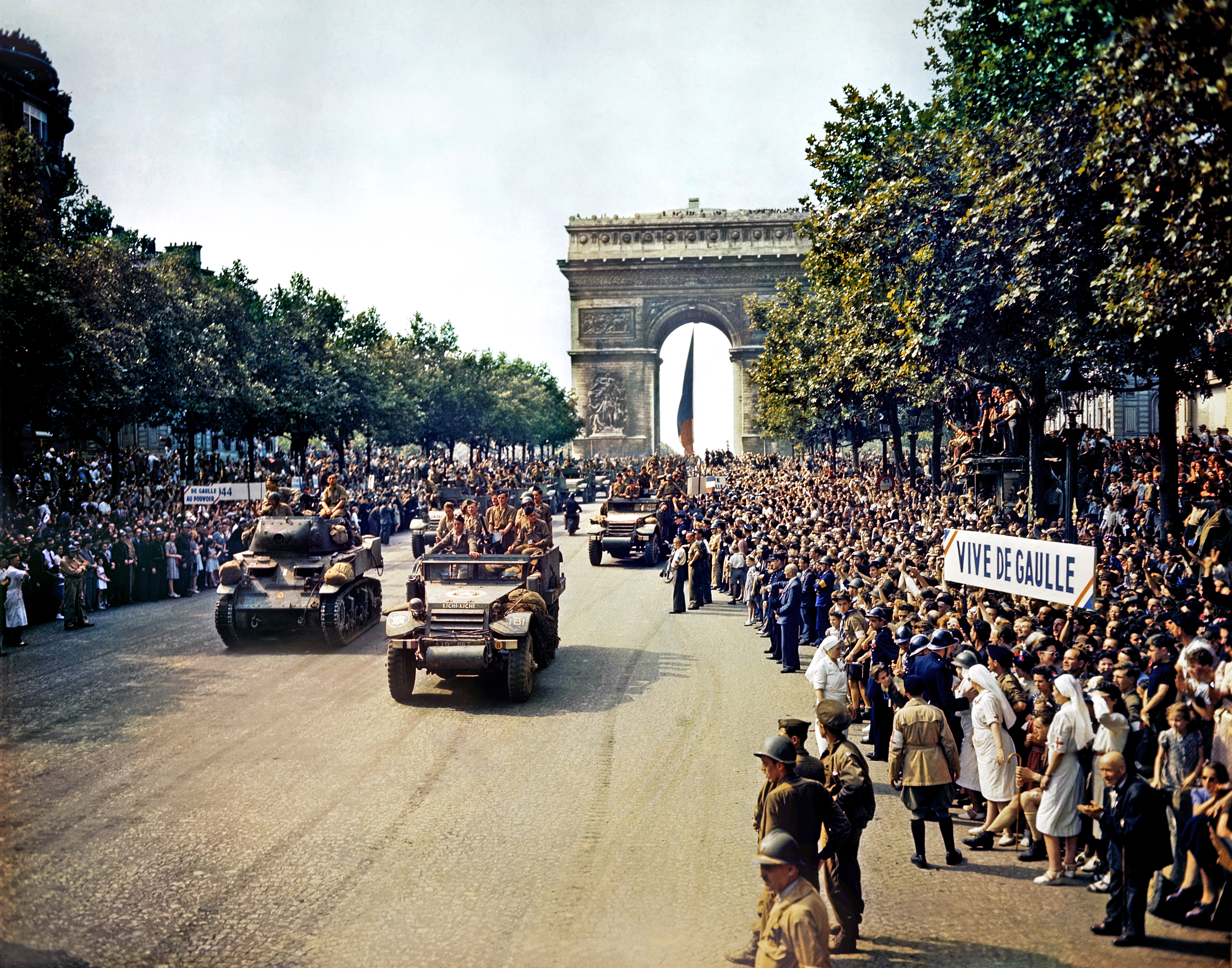
تحرير باريس، 1944.

خلال الحرب العالمية الأولى، كانت باريس في طليعة المدن المشاركة في الحرب. نجت المدينة من الغزو الألماني بعد انتصار القوات الفرنسية البريطانية على ألمانيا في معركة المارن الأولى عام 1914 التي وقعت على مقربة من المدينة. في 1918-1919، كانت باريس مسرحاً لانتصار الحلفاء وكذلك مفاوضات السلام. في الفترة ما بين الحربين العالميتين، اشتهرت باريس بتجمعاتها الثقافية والفنية والحياة الليلية. كما أصبحت المدينة مركزاً لتجمع الفنانين من جميع أنحاء العالم، من المؤلف الموسيقي الروسي إيجور سترافينسكي إلى الرسام الإسباني بيكاسو ومن الكاتب الأمريكي إرنست همينغوي إلى الرسام الإسباني سلفادور دالي.
في 14 يونيو 1940، بعد 5 أسابيع من معركة فرنسا، سقطت باريس في يد القوات الألمانية. مر الألمان بجوار قوس النصر في الذكرى ال140 لانتصار نابليون بونابرت في معركة مارينغو. ظلت القوات الألمانية في باريس حتى تحررها في أغسطس عام 1944 بعد شهرين ونصف من غزو نورماندي. لم يصب وسط باريس بأذى ملحوظ خلال الحرب العالمية الثانية، حيث لم يكن هناك أهداف إستراتيجية لقاذفات الحلفاء، فالمصانع الكبرى كانت تقع في ضواحي المدينة كما لم تكن السكك الحديدية عرضة للأذى. وعلى الرغم من أوامر هتلر بتدمير المدينة بمعالمها التاريخية، إلا أن القائد الألماني ديتريش فون شولتيتز رفض؛ ما أكسبه لقب «محرر باريس».
في حقبة ما بعد الحرب، شهدت باريس تطوراً هو الأكبر من نوعه منذ عام 1914. بدأت ضواحي المدينة تتسع بشكل واضح، وبنيت مجمعات كبيرة في المدينة عرفت باسم (cités)، وكذلك إنشاء لا ديفونس (أكبر منطقة أعمال متخصصة في أوروبا). كم تم بناء شبكة مترو الأنفاق (RER) من أجل الوصول إلى الضواحي البعيدة في المدينة. كما وطورت شبكة من الخطوط السريعة لخدمة ضواحي باريس.
منذ سبعينيات القرن الماضي، شهدت العديد من ضواحي باريس (خاصة الشمالية والشرقية) انخفاضاً في النشاط الصناعي، وأصبحت مركزاً لتجمع المهاجرين وارتفعت فيها نسبة البطالة، بينما كانت الضواحي الغربية والجنوبية قد تحولت من مناطق تعتمد على الصناعات التقليدية، إلى مناطق متطورة تعتمد على الصناعات التكنولوجية الفائقة. ترتب على ذلك أن أصبح نصيب الفرد من الدخل في هذه المناطق هو الأعلى في فرنسا، وبين أعلى المعدلات في أوروبا. أدى اتساع الفجوة الاجتماعية بين هاتين المنطقتين إلى وقوع اضطرابات دورية في منتصف الثمانينات، وكذلك وقوع أعمال شغب عام 2005 تركزت في الضواحي الشمالية والشرقية في الغالب.

### القرن الواحد والعشرون

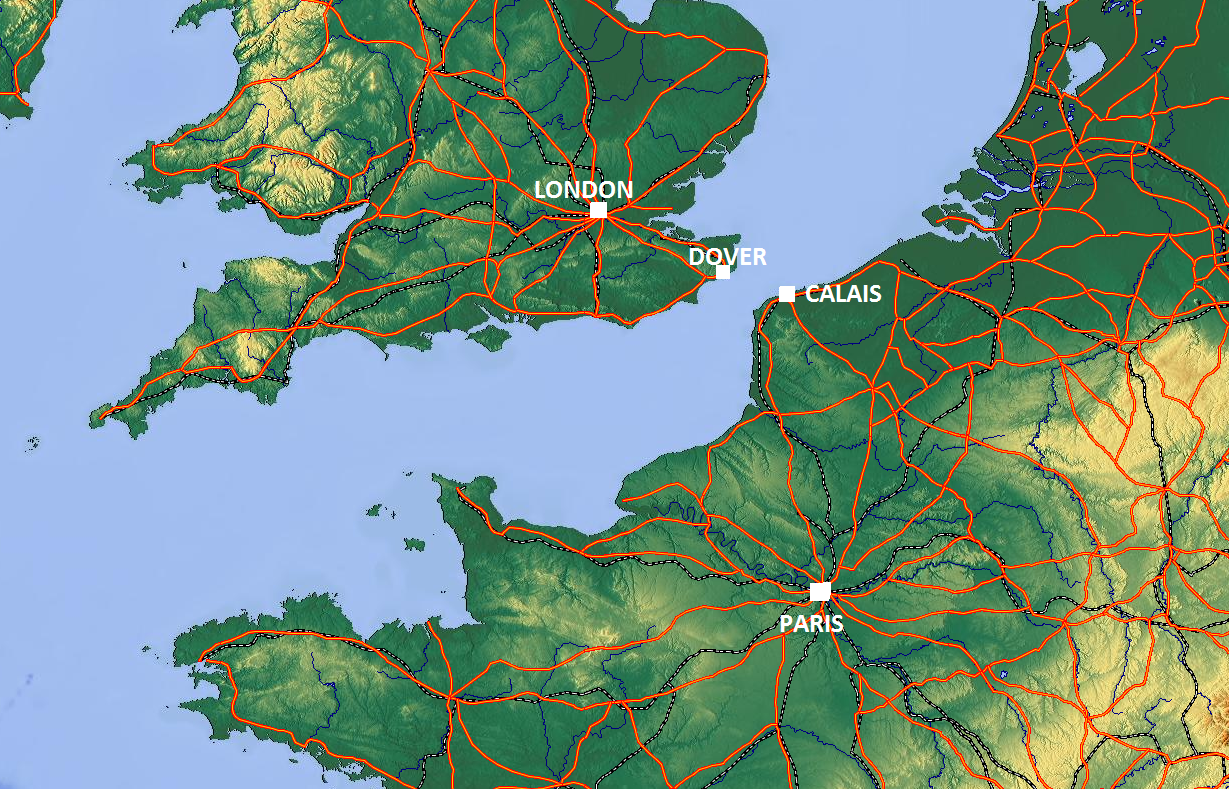
خريطة تظهر جنوب بريطانيا وشمال فرنسا.

يجري الآن تنفيذ مشروع تجديد حضري هائل (Grand Paris) الذي بدأ عام 2007 من قبل الرئيس الفرنسي السابق نيكولا ساركوزي. يتألف Grand Paris من مشاريع اقتصادية وبيئية وثقافية ومشاريع تحسين الإسكان والنقل. من أجل توحيد الأراضي وتنشيط اقتصاد العاصمة. واحد من أكبر هذه المشاريع هو مشروع بناء مترو جديد يتألف من 200 كم من الخطوط السريعة التي تربط مناطق باريس الكبرى مع بعضها البعض بتكلفة 26.5 مليار يورو، ومن المفترض الانتهاء من هذا المشروع بحلول عام 2030.

## الجغرافيا
تقع مدينة باريس في وسط شمال فرنسا وتمتد على نطاق واسع على ضفتي نهر السين. تبعد باريس براً حوالي 450 كم إلى الجنوب الشرقي من لندن، وتبعد 287 كم إلى الجنوب من كاليه، وتبعد 305 كم إلى الجنوب الغربي من بروكسل، بينما تبعد 774 كم إلى الشمال من مارسيليا، وتقع على بعد 385 كم إلى الشمال الشرقي من نانت. تضم باريس جزيرتين: إيل سان لويس وكذلك إيل دو لا سيتي التي تعد أقدم أجزاء المدينة. باريس مدينة مستوية بشكل عام، ترتفع أخفض بقاع المدينة 35 متر عن سطح البحر. تحوي باريس عدة تلال، أطولها تلة مونمارتر التي ترتفع 130 متر عن سطح البحر.
تبلغ مساحة باريس حوالي 87 كم مربع باستثناء غابة بولونيا وغابة فانسن، مطوقة بطريق دائري (بوليفار بيريفيريك) يبلغ طوله 35 كم. توسعت حدود باريس التي بلغت مساحتها 78 كم مربع عام 1860، لتصل إلى 86.9 كم مربع في عشرينيات القرن الماضي. ضمت غابة بولونيا وغابة فانسن إلى مدينة باريس رسمياً عام 1929، فبلغت بذلك مساحة المدينة 105 كم مربع. بينما تبلغ مساحة منطقة باريس الحضرية 2,300 كم مربع.

## المناخ

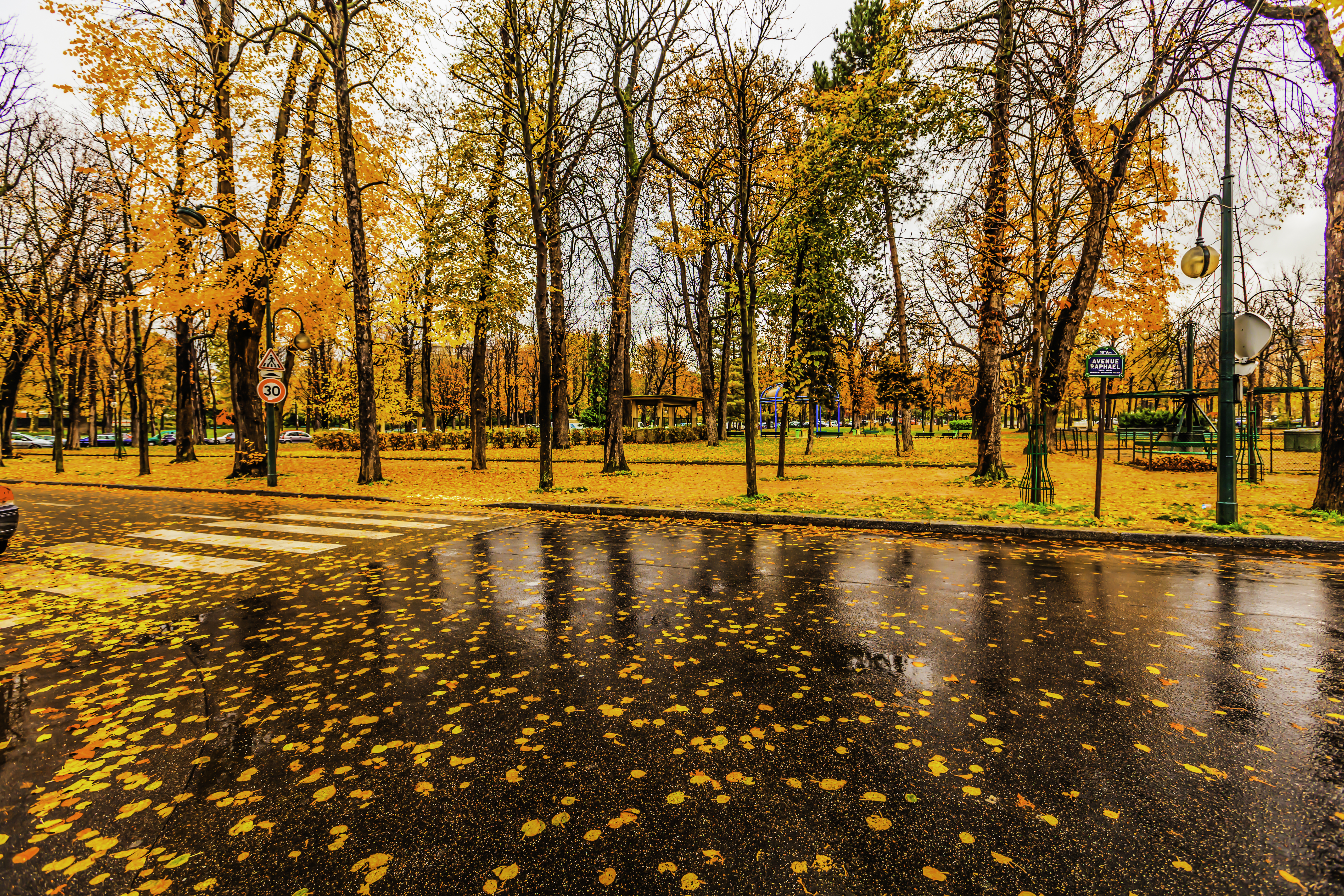
الخريف في باريس.

وفقا لتصنيف كوبن للمناخ، تتمتع باريس بمناخ محيطي، نموذجي لأوروبا الغربية. يتميز هذا النوع من المناخ بشتاء بارد به أمطار متكررة وسماء ملبدة بالغيوم، وصيف معتدل إلى دافئ. درجات الحرارة الحارة جدا والباردة جدا والطقس الشديد نادرة في هذا النوع من المناخ.
عادة ما تكون أيام الصيف دافئة وممتعة مع متوسط درجات حرارة بين 15 و25 درجة °مئوية (59 و77 درجة °فهرنهايت)، ومصحوبة بقدر لا بأس بها من أشعة الشمس. على الرغم من ذلك، كل عام، هناك بضعة أيام ترتفع فيها درجة الحرارة عن 32 درجة °مئوية (90 درجة °فهرنهايت). تحدث فترات أطول من الحرارة الشديدة أحيانا، مثل موجة الحرارة عام 2003 عندما تجاوزت درجات الحرارة 30 درجة °مئوية (86 درجة °فهرنهايت) لأسابيع، ووصلت إلى 40 درجة °مئوية (104 درجة فهرنهايت) في بعض الأيام ونادرا ما تنخفض في الليل. عادة ما يكون للربيع والخريف، في المتوسط، أياما معتدلة وليالي منعشة ولكنها متغيرة وغير مستقرة. أما في الشتاء، فتكون أشعة الشمس نادرة؛ الطقس بارداً في النهار، لكن لا تصل درجة الحرارة إلى ما دون الصفر غالبا. حيث يكون متوسط درجات الحرارة الدنيا 3 درجة °مئوية (37 درجة °فهرنهايت). انخفاض درجات الحرارة إلى حد الصقيع أمر شائع جداً في باريس، لكن درجة الحرارة لا تنخفض إلى ما دون −5 °مئوية (37 °فهرنهايت) إلا لبضعة أيام سنويا. تساقط الثلوج في المدينة لا يحدث كثيرا، لكن المدينة ترى الثلج أحيانا سواء تراكم أم لم يتراكم.

تتساقط الأمطار على باريس على مدار العام. يبلغ معدل هطول الأمطار السنوي 652 ملم، تتساقط على شكل أمطار خفيفة موزعة إلى حد ما على مدار السنة. ومع ذلك، تشتهر المدينة بأمطار غزيرة متقطعة ومفاجئة. أعلى درجة حرارة سجلت في المدينة كانت 42.6 °مئوية (108.7 °فهرنهايت) في 25 يوليو 2019، بينما أخفض درجة حرارة سجلت كانت −23.9 °مئوية (−11.0 °فهرنهايت) في 10 ديسمبر 1879.
| البيانات المناخية لـباريس، ارتفاع: 75 م (246 قدم)، معدل 1991–2020                                                     | البيانات المناخية لـباريس، ارتفاع: 75 م (246 قدم)، معدل 1991–2020 | البيانات المناخية لـباريس، ارتفاع: 75 م (246 قدم)، معدل 1991–2020 | البيانات المناخية لـباريس، ارتفاع: 75 م (246 قدم)، معدل 1991–2020 | البيانات المناخية لـباريس، ارتفاع: 75 م (246 قدم)، معدل 1991–2020 | البيانات المناخية لـباريس، ارتفاع: 75 م (246 قدم)، معدل 1991–2020 | البيانات المناخية لـباريس، ارتفاع: 75 م (246 قدم)، معدل 1991–2020 | البيانات المناخية لـباريس، ارتفاع: 75 م (246 قدم)، معدل 1991–2020 | البيانات المناخية لـباريس، ارتفاع: 75 م (246 قدم)، معدل 1991–2020 | البيانات المناخية لـباريس، ارتفاع: 75 م (246 قدم)، معدل 1991–2020 | البيانات المناخية لـباريس، ارتفاع: 75 م (246 قدم)، معدل 1991–2020 | البيانات المناخية لـباريس، ارتفاع: 75 م (246 قدم)، معدل 1991–2020 | البيانات المناخية لـباريس، ارتفاع: 75 م (246 قدم)، معدل 1991–2020 | البيانات المناخية لـباريس، ارتفاع: 75 م (246 قدم)، معدل 1991–2020 |
| الشهر | يناير                                                             | فبراير                                                            | مارس                                                              | أبريل                                                             | مايو                                                              | يونيو                                                             | يوليو                                                             | أغسطس                                                             | سبتمبر                                                            | أكتوبر                                                            | نوفمبر                                                            | ديسمبر                                                            | المعدل السنوي                                                     |
| --- | ----------------------------------------------------------------- | ----------------------------------------------------------------- | ----------------------------------------------------------------- | ----------------------------------------------------------------- | ----------------------------------------------------------------- | ----------------------------------------------------------------- | ----------------------------------------------------------------- | ----------------------------------------------------------------- | ----------------------------------------------------------------- | ----------------------------------------------------------------- | ----------------------------------------------------------------- | ----------------------------------------------------------------- | ----------------------------------------------------------------- |
| الدرجة القصوى °م (°ف)                                                                                                 | 16.1 (61.0)                                                       | 21.4 (70.5)                                                       | 26.0 (78.8)                                                       | 30.2 (86.4)                                                       | 34.8 (94.6)                                                       | 37.6 (99.7)                                                       | 42.6 (108.7)                                                      | 39.5 (103.1)                                                      | 36.2 (97.2)                                                       | 28.9 (84.0)                                                       | 21.6 (70.9)                                                       | 17.1 (62.8)                                                       | 42.6 (108.7)                                                      |
| متوسط درجة الحرارة الكبرى °م (°ف)                                                                                     | 7.6 (45.7)                                                        | 8.8 (47.8)                                                        | 12.8 (55.0)                                                       | 16.6 (61.9)                                                       | 20.2 (68.4)                                                       | 23.4 (74.1)                                                       | 25.7 (78.3)                                                       | 25.6 (78.1)                                                       | 21.5 (70.7)                                                       | 16.5 (61.7)                                                       | 11.1 (52.0)                                                       | 8.0 (46.4)                                                        | 16.5 (61.7)                                                       |
| المتوسط اليومي °م (°ف)                                                                                                | 5.4 (41.7)                                                        | 6.0 (42.8)                                                        | 9.2 (48.6)                                                        | 12.2 (54.0)                                                       | 15.6 (60.1)                                                       | 18.8 (65.8)                                                       | 20.9 (69.6)                                                       | 20.8 (69.4)                                                       | 17.2 (63.0)                                                       | 13.2 (55.8)                                                       | 8.7 (47.7)                                                        | 5.9 (42.6)                                                        | 12.8 (55.0)                                                       |
| متوسط درجة الحرارة الصغرى °م (°ف)                                                                                     | 3.2 (37.8)                                                        | 3.3 (37.9)                                                        | 5.6 (42.1)                                                        | 7.9 (46.2)                                                        | 11.1 (52.0)                                                       | 14.2 (57.6)                                                       | 16.2 (61.2)                                                       | 16.0 (60.8)                                                       | 13.0 (55.4)                                                       | 9.9 (49.8)                                                        | 6.2 (43.2)                                                        | 3.8 (38.8)                                                        | 9.2 (48.6)                                                        |
| أدنى درجة حرارة °م (°ف)                                                                                               | −14.6 (5.7)                                                       | −14.7 (5.5)                                                       | −9.1 (15.6)                                                       | −3.5 (25.7)                                                       | −0.1 (31.8)                                                       | 3.1 (37.6)                                                        | 6.0 (42.8)                                                        | 6.3 (43.3)                                                        | 1.8 (35.2)                                                        | −3.8 (25.2)                                                       | −14.0 (6.8)                                                       | −23.9 (−11.0)                                                     | −23.9 (−11.0)                                                     |
| الهطول مم (إنش) | 47.6 (1.87)                                                       | 41.8 (1.65)                                                       | 45.2 (1.78)                                                       | 45.8 (1.80)                                                       | 69.0 (2.72)                                                       | 51.3 (2.02)                                                       | 59.4 (2.34)                                                       | 58.0 (2.28)                                                       | 44.7 (1.76)                                                       | 55.2 (2.17)                                                       | 54.3 (2.14)                                                       | 62.0 (2.44)                                                       | 634.3 (24.97)                                                     |
| متوسط أيام هطول الأمطار (≥ 1.0 mm)                                                                                    | 9.9                                                               | 9.1                                                               | 9.5                                                               | 8.6                                                               | 9.2                                                               | 8.3                                                               | 7.4                                                               | 8.1                                                               | 7.5                                                               | 9.5                                                               | 10.4                                                              | 11.4                                                              | 108.9                                                             |
| متوسط الأيام المثلجة                                                                                                  | 3.0                                                               | 3.9                                                               | 1.6                                                               | 0.6                                                               | 0.0                                                               | 0.0                                                               | 0.0                                                               | 0.0                                                               | 0.0                                                               | 0.0                                                               | 0.7                                                               | 2.1                                                               | 11.9                                                              |
| متوسط الرطوبة النسبية (%)                                                                                             | 83                                                                | 78                                                                | 73                                                                | 69                                                                | 70                                                                | 69                                                                | 68                                                                | 71                                                                | 76                                                                | 82                                                                | 84                                                                | 84                                                                | 76                                                                |
| ساعات سطوع الشمس الشهرية                                                                                              | 59.0                                                              | 83.7                                                              | 134.9                                                             | 177.3                                                             | 201.0                                                             | 203.5                                                             | 222.4                                                             | 215.3                                                             | 174.7                                                             | 118.6                                                             | 69.8                                                              | 56.9                                                              | 1٬717                                                             |
| متوسط مؤشر الأشعة فوق البنفسجية                                                                                       | 1                                                                 | 2                                                                 | 3                                                                 | 4                                                                 | 6                                                                 | 7                                                                 | 7                                                                 | 6                                                                 | 4                                                                 | 3                                                                 | 1                                                                 | 1                                                                 | 4                                                                 |
| المصدر #1: خدمة الأرصاد الجوية الوطنية الفرنسية (الأيام المثلجة 1981–2010)، Infoclimat.fr (الرطوبة النسبية 1961–1990) |                                                                   |                                                                   |                                                                   |                                                                   |                                                                   |                                                                   |                                                                   |                                                                   |                                                                   |                                                                   |                                                                   |                                                                   |                                                                   |
| المصدر #2: Weather Atlas (النسبة المئوية لأشعة الشمس ومؤشر الأشعة فوق البنفسجية)                                      |                                                                   |                                                                   |                                                                   |                                                                   |                                                                   |                                                                   |                                                                   |                                                                   |                                                                   |                                                                   |                                                                   |                                                                   |                                                                   |

## السكان

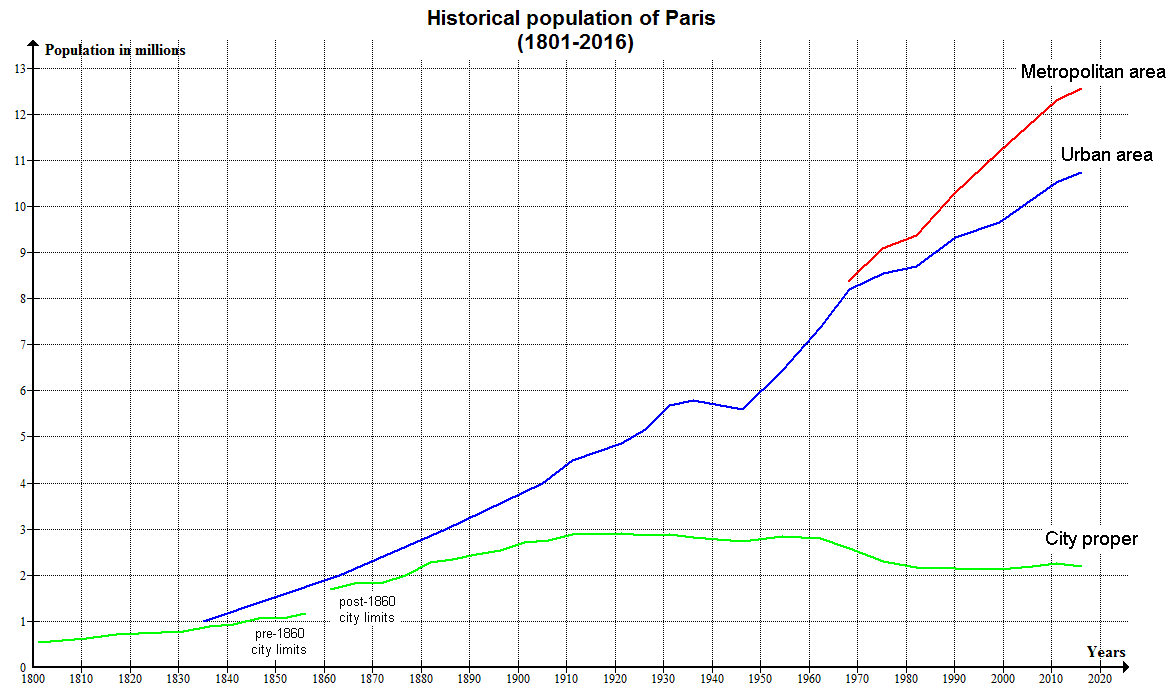
عدد سكان باريس (1800-2008).

بلغ عدد سكان باريس 2,234,105 وفقاً لإحصائيات عام 2009. ارتفع إلى 2,243,833 عام 2010. لكنه ما زال بعيداً نوعاً ما عن الذروة التاريخية التي وصل إليها عدد سكان المدينة عام 1921، حين بلغ عددهم أكثر من 2.9 مليون نسمة. أهم العوامل التي أدت إلى انخفاض عدد سكان المدينة كانت الانخفاض الكبير في حجم الأسرة الباريسية، والهجرة السكانية الكبيرة التي اتجهت إلى ضواحي المدينة في ستينيات وسبعينيات القرن الماضي. أسباب هذه الهجرة عديدة أهمها انخفاض النشاط الصناعي وارتفاع أسعار الإيجار في المدينة. كان انخفاض عدد سكان باريس واحداً من الأكبر من نوعه بين مدن العالم; لذلك سعت إدارة المدينة جاهدة من أجل الحفاظ على سكان العاصمة الفرنسية، ونجحت في ذلك إلى حد ما. حيث أظهرت إحصائيات يوليو 2004 ارتفاعاً في عدد سكان المدينة للمرة الأولى منذ عام 1954، بواقع 2,144,700 نسمة.
باريس هي واحدة من أكثر المدن كثافة سكانية في العالم. تبلغ الكثافة السكانية للمدينة من دون احتساب غابتي بولونيا وفانسن 24,448 نسمة/ كم مربع وفقاً لإحصائيات عام 1999. ولا يمكن مقارنة هذا الرقم إلا مع بعض المدن الآسيوية الكبرى، وكذلك منهاتن في نيويورك. أما مع احتساب الغابتين، فإن الكثافة السكانية ستبلغ 20,169 نسمة/ كم مربع. تكون باريس بذلك خامس أكبر البلديات الفرنسية كثافة بعد لو بري سان جيرفيه، وفانسين، ولوفالوا-بيري، وسان مانديه، علماً بأن جميع هذه البلديات تقع ضمن حدود المدينة.
في تعداد باريس السكاني عام 1999، 19.4% من السكان ولدوا خارج فرنسا. وفقاً لنفس الإحصاء، 4.2% من سكان منطقة باريس الحضرية كانوا مهاجرين حديثين (الذين هاجروا بين عامي 1990-1999)، معظمهم من قارة آسيا وأفريقيا. يعيش حوالي 37% من المهاجرين الذين يعيشون في فرنسا في منطقة باريس. بدأت موجة الهجرة الدولية الأولى إلى باريس في عشرينيات القرن التاسع عشر مع قدوم الفلاحين الألمان الفارّين من الأزمة الزراعية في بلادهم. تبعها موجات هجرة متتالية حتى يومنا هذا متمثلة في الإيطاليين ويهود أوروبا الوسطى الذين هاجروا خلال القرن التاسع عشر. ومن ثم الروس بعد ثورة 1917، وكذلك الأرمن الفارين من مذابح الأرمن التي نفذت من قبل الدولة العثمانية. أما في فترة الحرب العالمية الأولى، فازدادت هجرة سكان المستعمرات، وبعدها البولنديون في فترة ما بين الحربين. تلاهم الإسبان والإيطاليون والبرتغاليون وسكان شمال أفريقيا من خمسينيات إلى سبعينيات القرن الماضي. تلا ذلك موجة من هجرة يهود شمال إفريقيا بعد استقلال بلادهم. أما الآن فغالبية المهاجرين من الآسيويين والأفارقة.
مدينة باريس مدينة شابة نسبياً; حيث أنه وفقاً لإحصائية عام 2008، كانت نسبة السكان الذين تقل أعمارهم عن 35 سنة 46%. وهي بذلك أعلى من المعدل الوطني الذي يبلغ 41.8%.

## الإدارة

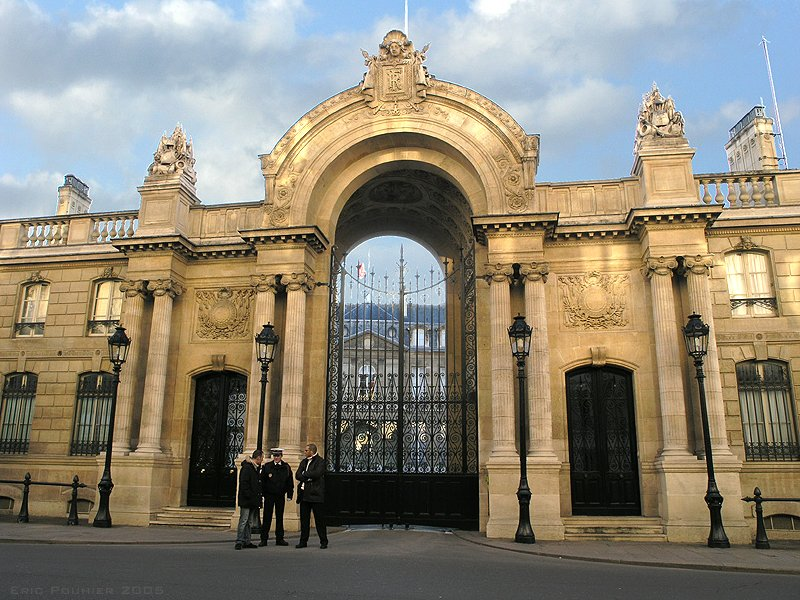
قصر الإليزيه مقر رئيس جمهورية فرنسا.

تقسم مدينة باريس إلى 20 دائرة أو منطقة إدارية. بصفتها عاصمة الجمهورية الفرنسية، باريس هي مقر الحكومة الوطنية في فرنسا. يقيم رئيس الجمهورية في قصر الإليزيه الواقع في الدائرة الثامنة. تقع الوزارات الحكومية في مناطق مختلفة من المدينة، لكن معظمها يقع في الدائرة السابعة.
يقع مجلسا البرلمان الفرنسي على الضفة اليسرى من النهر. تقام جلسات المجلس الأعلى ومجلس الشيوخ في قصر لوكسمبورغ الواقع في الدائرة السادسة. بيد أن مقر الجمعية الوطنية الفرنسية في قصر بوربون في الدائرة السابعة. يقيم رئيس مجلس الشيوخ، وهو المنصب الأعلى في البلاد بعد رئيس الجمهورية في قصر لوكسمبورغ الصغير، وهو قصر صغير مرافق لقصر لوكسمبورغ مقر مجلس الشيوخ.

خريطة تظهر تقسيم باريس الإداري.

تقع أعلى المحاكم الفرنسية في باريس. حيث أن محكمة النقض أعلى المحاكم في التسلسل القضائي والتي تستعرض القضايا الجنائية والمدنية تقع في قصر العدل (Palais de Justice) في منطقة إيل دو لا سيتي. في حين أن مجلس الدولة -الذي يقوم بالمشورة القانونية للسلطة التنفيذية وهو أعلى المحاكم في النظام الإداري، والذي يقوم برفع الدعاوي ضد الهيئات العامة- يقع في القصر الملكي (Palais Royal) في الدائرة الأولى. كذلك يجتمع المجلس الدستوري والسلطة العليا في جناح مونبنسيه في القصر الملكي. كل دائرة من الدوائر الإدارية العشرين تملك مجلس بلدية خاص بها ومجلس منتخب، الذي بدوره يقوم بانتخاب رئيس البلدية. يتم اختيار مجموعة أعضاء من كل مجلس دائرة إدارية لتكوين مجلس باريس الإداري، الذي بدوره يقوم بانتخاب عمدة باريس.
باريس هي مقر للعديد من المنظمات الدولية بما فيها اليونسكو، ومنظمة التعاون والتنمية الاقتصادية، وغرفة التجارة الدولية، ونادي باريس، ووكالة الفضاء الأوروبية، والوكالة الدولية للطاقة، والمنظمة الدولية للفرانكوفونية، والمكتب الدولي للأوزان والمقاييس، والجامعة الدولية لحقوق الإنسان، وغيرها. باريس هي واحدة من المراكز التجارية والثقافية الرائدة على مستوى العالم، وهي مدينة ذات إسهامات في السياسة والتعليم والترفيه والإعلام والعلوم والفنون، كل ذلك يجعل منها واحدة من كبريات مدن العالم.
نمو مدينة باريس لم يغير من شكلها الدائري الأولي. فمدينة باريس التي تقع في منتصف منطقة إيل دو فرانس والتي أصبحت بلدية منذ عام 1834 (ولفترة قصيرة بين عامي 1790 و1795) كانت بنصف حجمها الحالي فقط في ذلك الوقت، وكانت تتألف من 12 دائرة إدارية فقط. لكن ضمت البلديات المجاورة لباريس فيما بعد لتكوّن 20 دائرة إدارية، وما زالت المدينة على حالها منذ ذلك الوقت.

## الاقتصاد
باريس هي المركز الاقتصادي الرئيس في فرنسا. ففي عام 2011، كان الناتج المحلي الإجمالي 670 مليار يورو (845 مليار دولار)،  وبهذا لا تكون أغنى مناطق فرنسا فحسب، بل تكون أكبر خامس مدينة في العالم من حيث الناتج المحلي الإجمالي بعد طوكيو، ونيويورك، ولوس أنجلوس، ولندن؛ مما جعل من باريس محركاً للاقتصاد العالمي. ولو كانت باريس دولة، لكانت في المركز السابع عشر في قائمة أقوى اقتصادات العالم، حيث أن اقتصاد المدينة أكبر من الاقتصاد التركي والهولندي، ومقارب للاقتصاد الإندونيسي. وفي حين أن سكان منطقة باريس الحضرية مثلوا 18.8% من سكان فرنسا عام 2011، فإن الناتج المحلي الإجمالي للمدينة مثل 31% من ناتج فرنسا. تتركز الثروة بشكل كبير في ضواحي المدينة الغربية، لا سيما نويي-سور-سين وهي إحدى أغنى مناطق البلاد.
تحول اقتصاد باريس تدريجياً إلى اقتصاد يعتمد على صناعة الخدمات ذات القيمة العالية مثل الخدمات المالية وخدمات تكنولوجيا المعلومات. كما أصبح يعتمد على الصناعة التكنولوجية الفائقة مثل صناعة الإلكترونيات والبصريات وغير ذلك. ومع ذلك، حلت باريس في المركز الثاني على مستوى القارة الأوروبية بعد برلين في مؤشر المدن الأوروبية الخضراء عام 2009. تتركز الأنشطة الاقتصادية في باري في وسط هوت دو سين وكذلك منطقة لا ديفونس مما حوّل مركز باريس الاقتصادي إلى الجزء الغربي من المدينة، وتحديداً في المثلث الذي زواياه قصر غارنييه، ولا ديفونس، وفال دو سين. في حين يهيمن قطاع الخدمات على الاقتصاد الباريسي، ما زالت باريس مركزاً صناعياً هاماً في أوروبا، خصوصاً في مجال صناعة السيارات والطائرات والإلكترونيات. تحتضن منطقة باريس مقر 33 شركة من شركات فورتون العالمية ال500. وبهذا العدد تكون منطقة إيل دو فرانس الثانية على مستوى العالم بعد منطقة كانتو.
أشار تعداد باريس السكاني عام 1999 إلى أنه من بين 5,089,170 موظف يقيمون في منطقة باريس الحضرية، عمل 16.5% منهم في قطاع الخدمات التجارية، و13.0% في التجارة (تجارة التجزئة والجملة)، و12.3% في الصناعات التحويلية، و10.0% في الإدارة العامة وشؤون الحماية والدفاع، و8.7% في الخدمات الصحية، و8.2% في مجال النقل والمواصلات، و6.6% في التعليم، و24.7% عملوا في العديد من القطاعات الاقتصادية الأخرى. 17.9% من العاملين في قطاع الصناعات التحويلية يعملون في مجال الصناعات الإلكترونية والكهربائية، و14.0% في مجال الطباعة والنشر، أما البقية فيعملون في مجالات صناعية أخرى. توظف الخدمات المتعلقة بالسياحة 6.2% من القوى العاملة في باريس، و3.6% من جميع العاملين في منطقة باريس. تتراوح نسبة البطالة في الأحياء المليئة بالمهاجرين 20% إلى 40%، وفقاً لمصادر مختلفة.
تستضيف باريس حوالي 28 مليون سائح سنوياً،  17 مليون منهم سياح أجانب،  مما يجعل المدينة الوجهة السياحية الأولى في العالم. تمتلك المدينة 4 مواقع من مواقع التراث العالمي. تضم باريس العديد من المتاحف والأماكن التاريخية الجاذبة للسياح; مما حفز الحكومة الفرنسية إلى إنشاء المزيد منها. أهم متاحف المدينة هو متحف اللوفر الذي يستقبل 8 ملايين زائر سنوياً، مما يجعله أكبر المتاحف من حيث عدد الزوار في العالم بفارق شاسع عن أقرب منافسيه. كما تمتلك باريس عدداً من الكاتدرائيات الجاذبة للسياح، أهمها كاتدرائية نوتردام دو باري التي تستضيف 12 مليون سائح سنوياً. أما برج إيفل أشهر معالم المدينة على الإطلاق، فإنه يستقبل في المتوسط أكثر من 6 ملايين سائح سنوياً،  واستضاف أكثر من 200 مليون سائح منذ بنائه. كما تعد ديزني لاند باريس وجهة سياحية رئيسية لجميع زوار القارة الأوروبية وليس زوار باريس فحسب، حيث استقبلت 14.5 مليون سائح عام 2007. كثير من فنادق ومطاعم باريس أصبحت تعتمد اعتماداً كبيراً على السياحة.

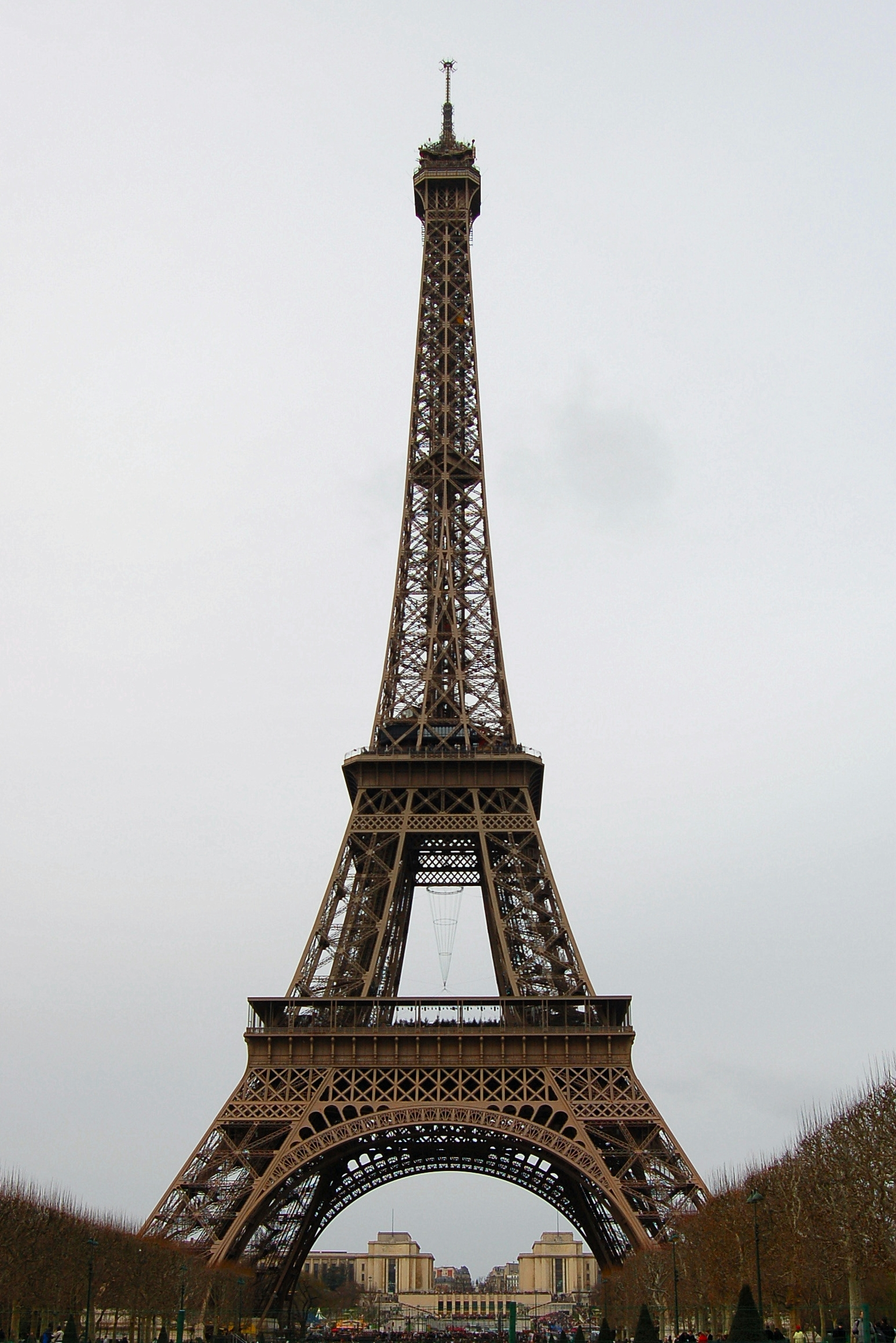
برج أيفل
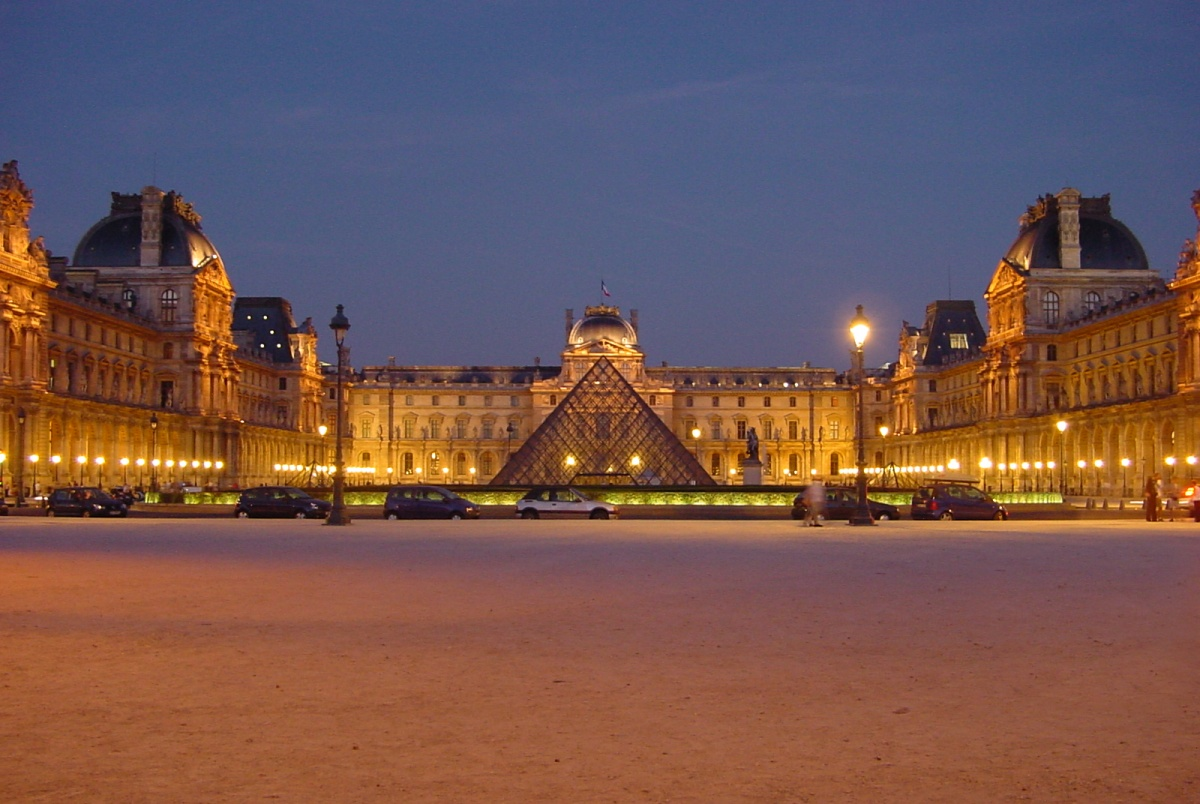
متحف اللوفر
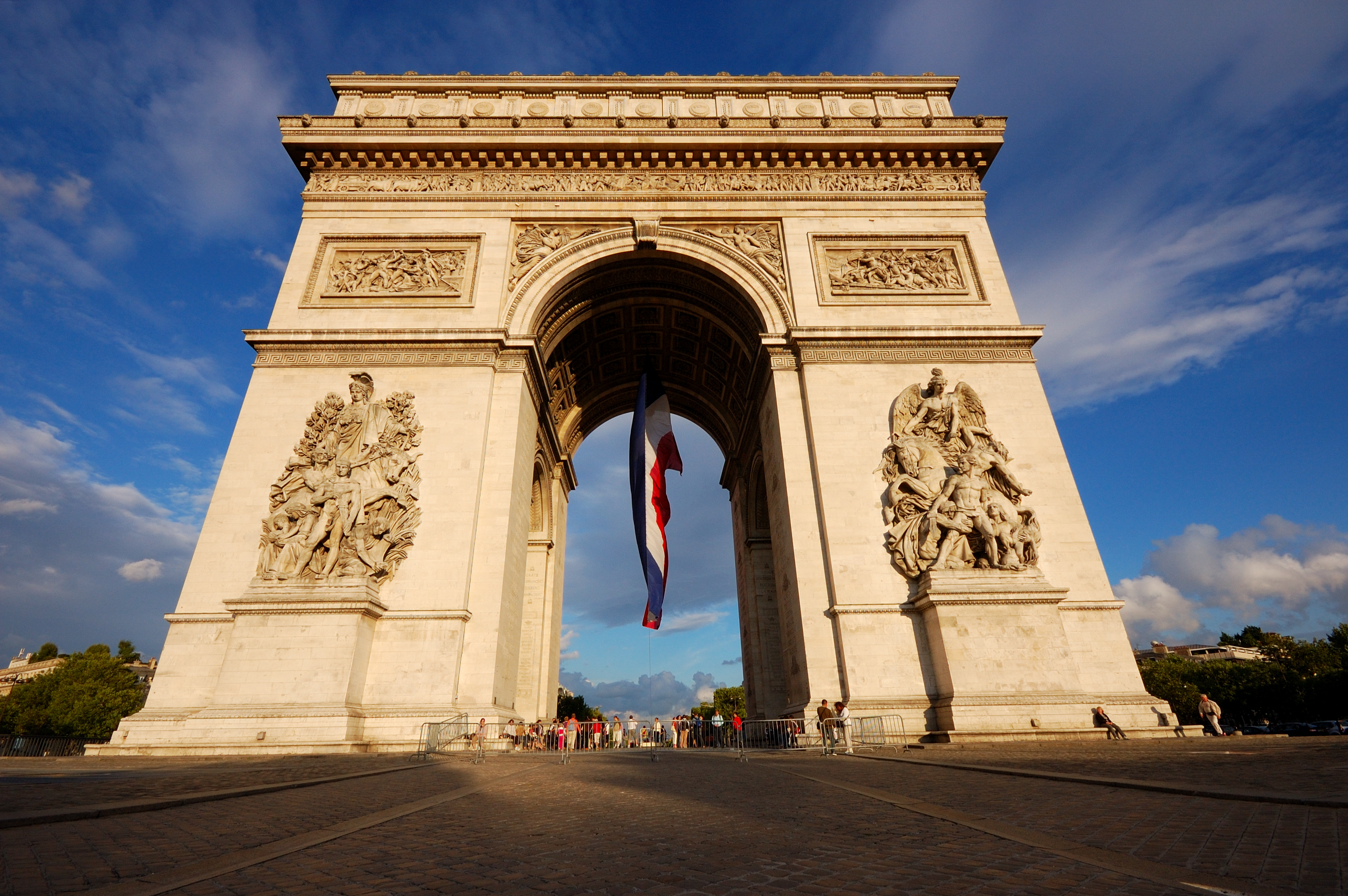
قوس النصر
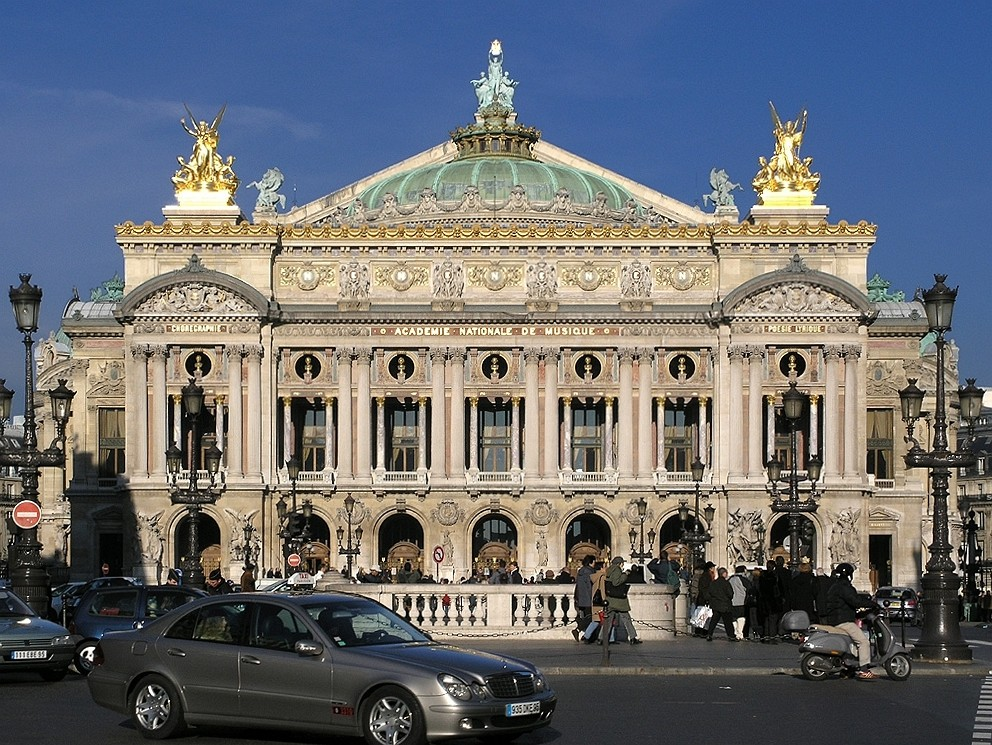
قصر غارنييه
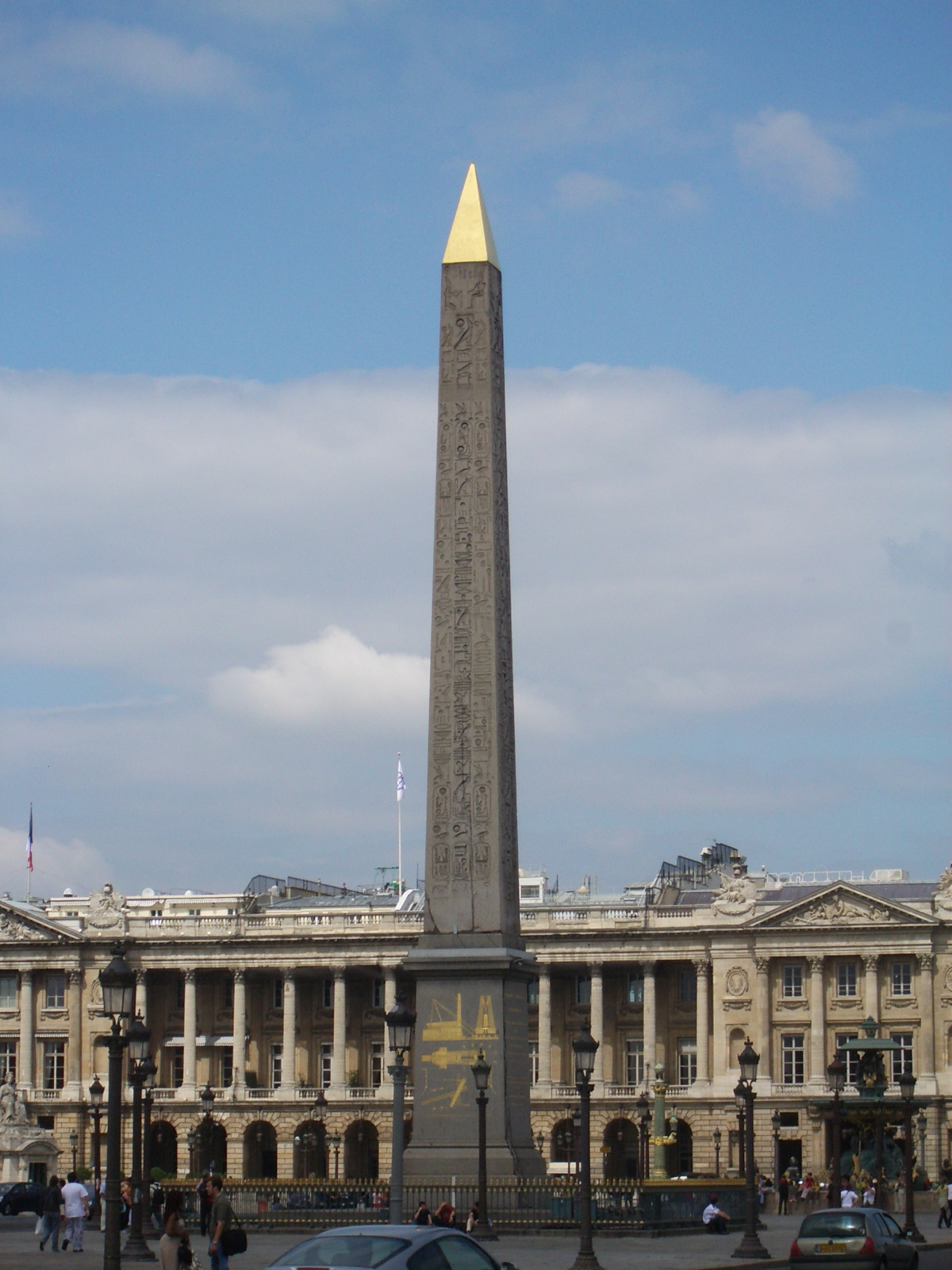
مسلة كليوباترا في باريس ساحة الكونكورد
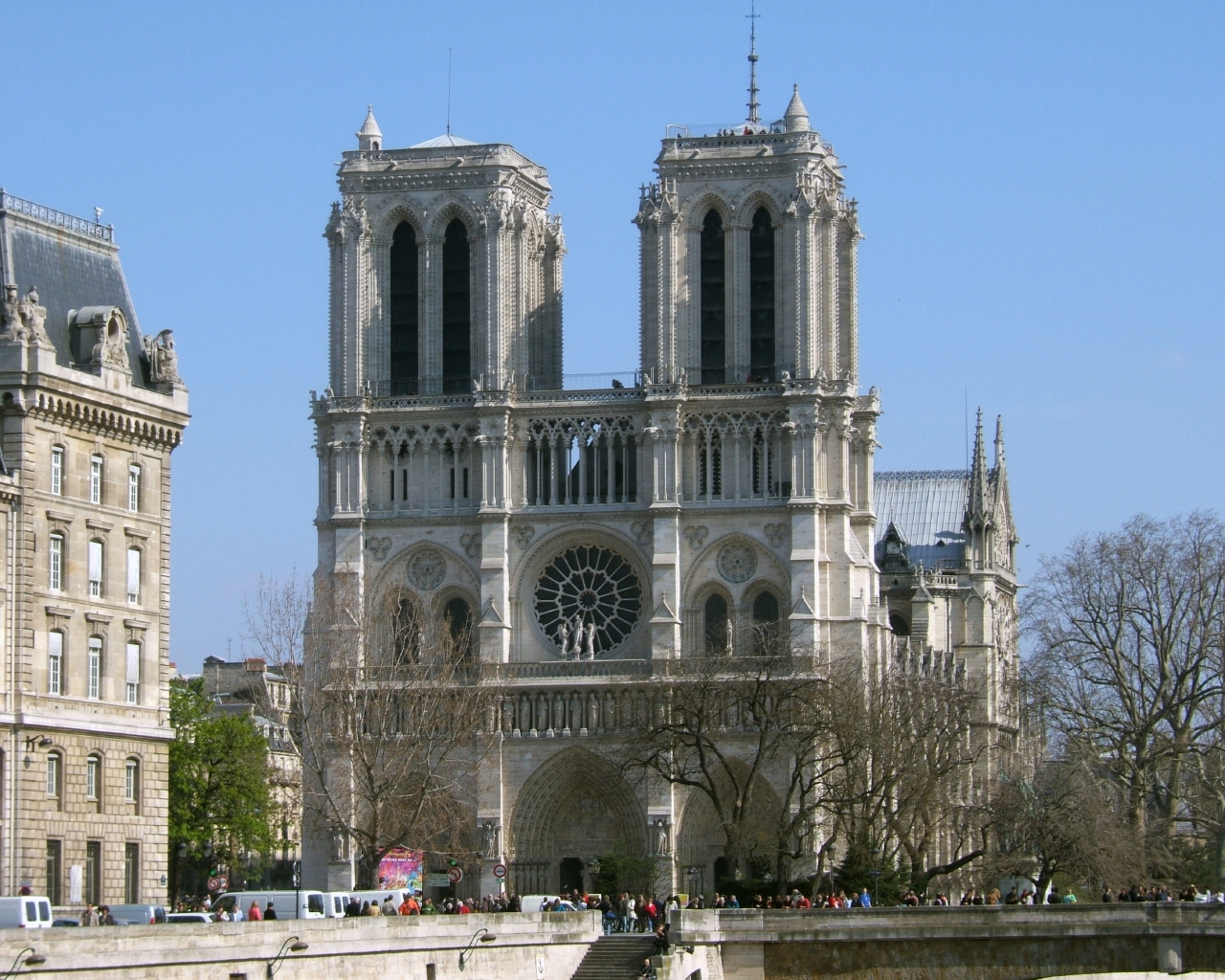
نوتردام دو باري

## الثقافة

### العمارة
إن مظهر باريس الحالي هو نتيجة لمشروع حضري هائل حدث في منتصف القرن التاسع عشر حوّل المدينة إلى مدينة حديثة. كانت باريس لقرون مدينة مليئة بالشوارع المتعرجة والأحياء الضيقة والمنازل نصف الخشبية. ولكن مع ظهور مشروع هوسمان، هدمت مناطق كاملة من أجل توسيع الشوارع التي زينت بمباني حجرية كلاسيكية فخمة. ولم تشهد القوانين المختصة في هذا المجال كثيراً من التغييرات منذ القرن التاسع عشر ومازالت خطط الإمبراطورية الثانية تتّبع. ينظم القانون في باريس إلى الآن واجهات المباني في المدينة لتتناسب مع عرض الشارع، وكذلك ينظم طول المباني، وقد يكون ضرباً من المستحيل الحصول على موافقة لبناء مبنى أطول مما يحدده القانون حفاظاً على جمال العاصمة الفرنسية.
الكنائس هي أقدم مباني باريس التي بقيت على حالها، التي تظهر العمارة القوطية في أفضل حالاتها كما هو الحال في نوتردام دو باري أحد أكبر عوامل الجذب السياحي لباريس. كان النصف الثاني من القرن التاسع عشر عصر الإلهام المعماري في المدينة، وهي الفترة التي شهدت بناء العديد من التحف المعمارية، على مقدمتها برج إيفل الذي بني عام 1889 ولا يزال رمز المدينة وأطول مبانيها. تقع العديد من المؤسسات الهامة خارج حدود المدينة، مثل ديزني لاند التي تبعد قرابة 30 كم إلى الشمال الشرقي من وسط المدينة، بالإضافة إلى العديد من المؤسسات التعليمية التي تكمن في الضاحية الجنوبية.

### الفن

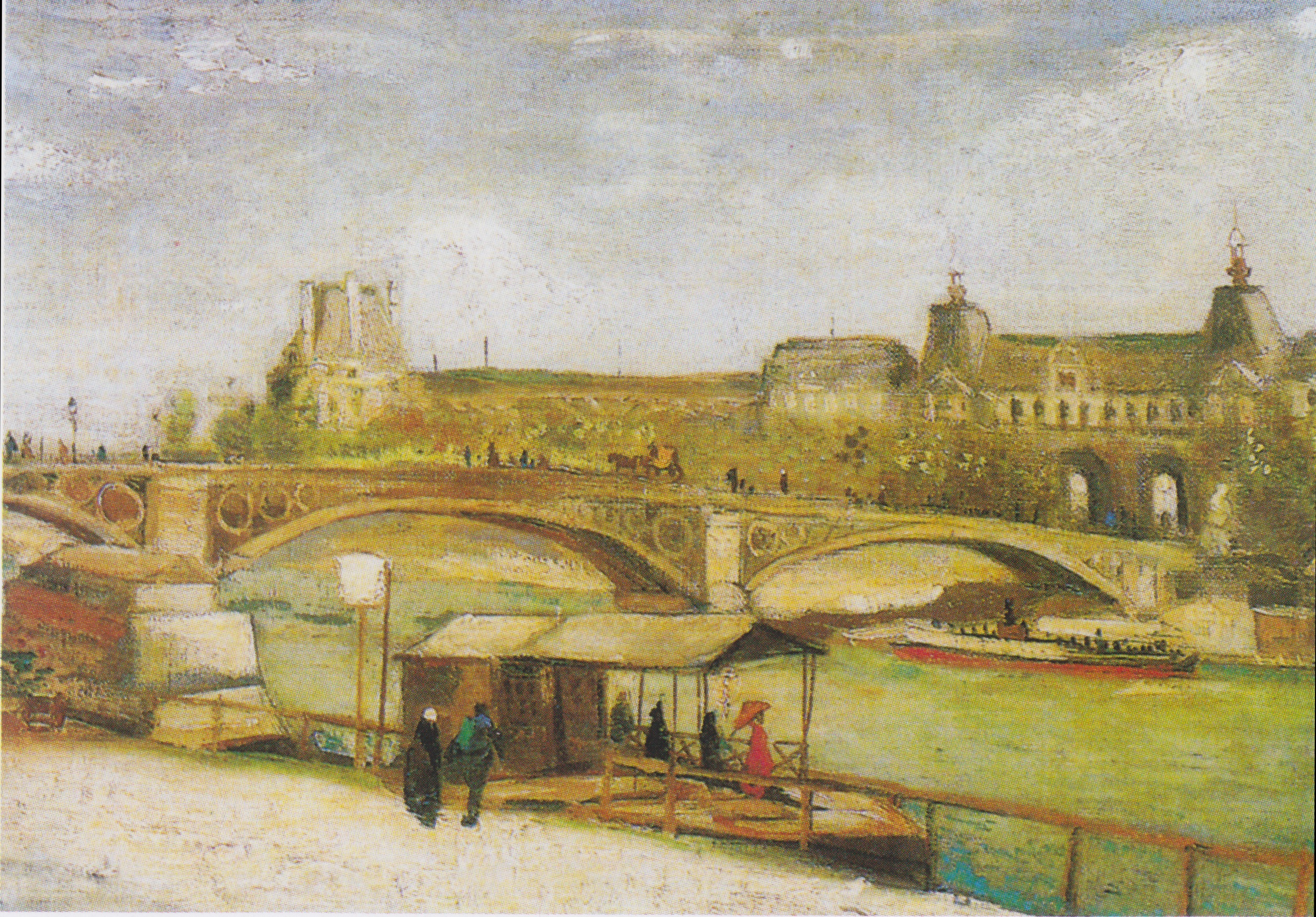
لوحة جسر الكاروسيل بريشة فنسنت فان كوخ في متحف اللوفر.

لقرون عديدة، اجتذبت باريس الفنانين من جميع أنحاء العالم، الذين قدموا إلى المدينة لتثقيف أنفسهم وللإستلهام من كمية الموارد وصالات العرض المتوفرة فيها. نتيجة لذلك، اكتسبت باريس سمعة عالمية وأضحت تسمى مدينة الفن. كان للفنانين الإيطاليين أثر عميق في تطوير الفن في باريس خلال القرنين السادس والسابع عشر، خصوصاً في مجال النحت والنقوش. بات الرسم والنحت فخر الملكية الفرنسية وقامت العائلة المالكة بتكليف العديد من الفنانين الباريسيين لتزيين قصورهم خلال عصر الباروك الفرنسي. وفي عام 1648، تم تأسيس أكاديمية الرسم والنحت من أجل استيعاب الكم الهائل من الأعمال الفنيّة في العاصمة الفرنسية، والتي ظلت مدرسة الفن الأولى في فرنسا حتى عام 1793.
كانت باريس في أوج عطائها الفني في القرن التاسع عشر وأوائل القرن العشرين، عندما كانت المدينة تعج بالفنانين. كان للثورة الفرنسية والتغيرات السياسية والاجتماعية التي حلت بفرنسا أثر عميق على الفن العاصمة الفرنسية. كانت باريس مركزاً لتطور الرومانسية في الفن بالاستعانة برسامين أمثال جيريكو. كما أن الانطباعية، والتعبيرية، والحوشية والتكعيبية تطورت في باريس. في أواخر القرن التاسع عشر، توافد العديد من الفنانين من المحافظات الفرنسية وكذلك أرجاء العالم كافّة إلى باريس من أجل عرض أعمالهم في معارضها والحصول على النجاح والشهرة. منهم: بابلو بيكاسو، وهنري ماتيس، وفنسنت فان كوخ، وبول سيزان، وهنري روسو وغيرهم. انتهى العصر الذهبي للفن في باريس بحلول الحرب العالمية الثانية، بيد أن باريس ما زالت حتى الآن مركزاً فنياً غاية في الأهمية.

### المتاحف

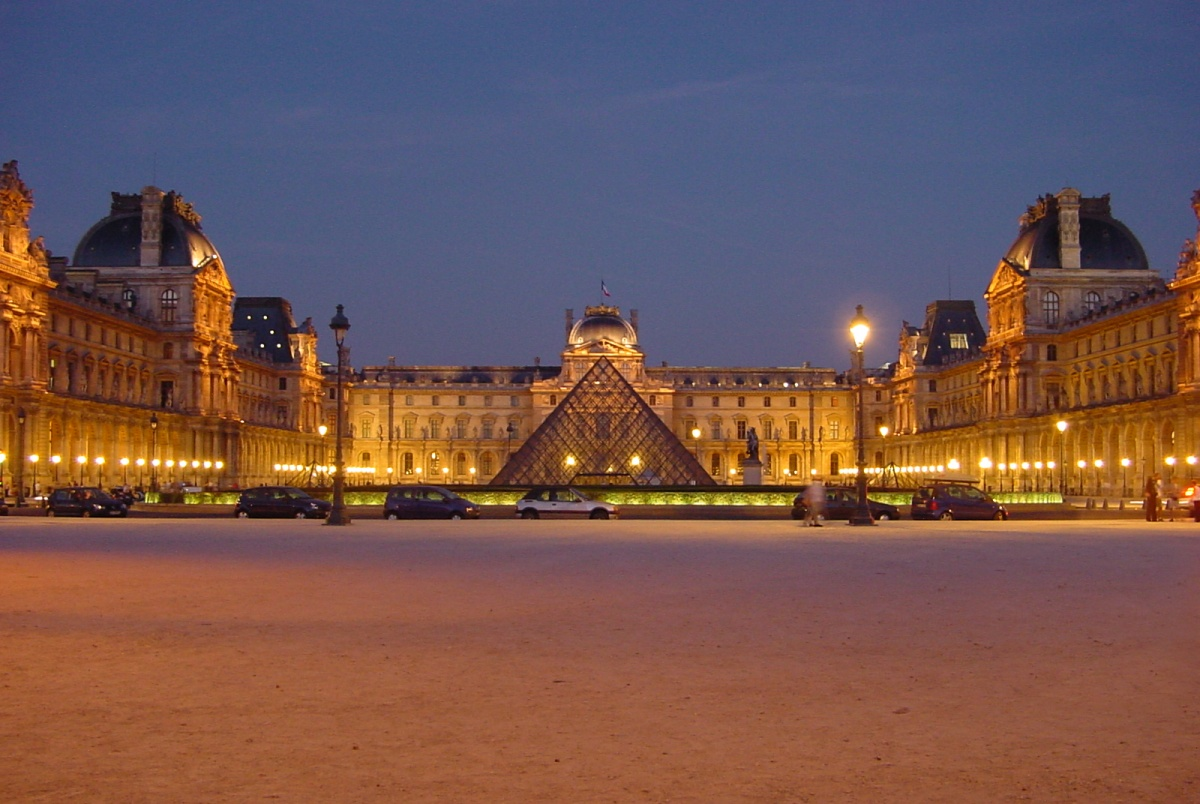
متحف اللوفر في الليل.

متحف اللوفر هو أهم متاحف العالم وأكثرهم شهرة، حيث يضم العديد من الأعمال الفنية، مثل لوحة الموناليزا وتمثال فينوس دي ميلو. يوجد في باريس المئات من المتاحف. هناك متحف بيكاسو الذي يعرض أعماله،  ومتحف رودان الذي يعرض أعمال أوغوست رودان. يتم الاحتفاظ بالأعمال الفنية من العصور الوسطى ولوحات عصر الانطباعية في متحف العصور الوسطى الوطني ومتحف أورسيه على التوالي. كما افتتح في يونيو 2006 أحدث متاحف فرنسا وثالث أكبرها (متحف كاي دو بارنلي) الذي يضم تحفاً فنية من جميع قارات العالم، خصوصاً من وسط أمريكا.

### الأدب
تم كتابة عدد لا يحصى من الكتب والروايات في باريس. تعد رواية أحدب نوتردام لفكتور هوغو واحدة من أشهرها على الإطلاق. وكذلك رواية البؤساء للكاتب نفسه والتي حياة الفقراء وبؤسهم. كاتب آخر مشهور أنجز بعض أعماله في باريس، وهو أونوريه دي بلزاك، أشهرها تحفته الفنية الملهاة الإنسانية. وكذلك ألكسندر دوما الذي كتب عدة روايات في باريس من ضمنها: الفرسان الثلاثة، والكونت دي مونت كريستو.
هاجر الروائي الأمريكي إرنست همينغوي إلى باريس كما فعل العديد من الكتاب الآخرون آنذاك، مثل الإيرلندي جيمس جويس، والإيرلندي الآخر صمويل بيكيت، والأمريكية جيرترود شتاين. وبينما كان إرنست في باريس، كان قد كتب العديد من الروايات أهمها: ثم تشرق الشمس وانديان كامب. أما جيمس جويس فقد هاجر إلى باريس وعاش فيها قرابة عشرين سنة، منهياً رواية عوليس في العاصمة الفرنسية.

### المطبخ

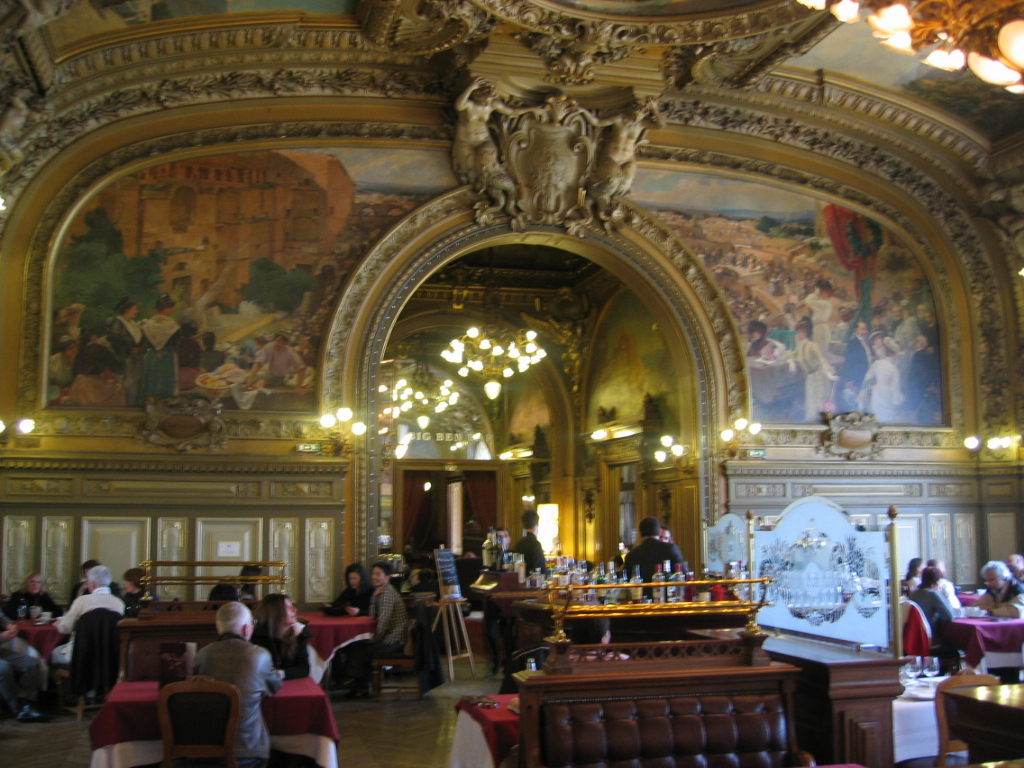
مطعم تراين بلو دي باريس.

تشتهر باريس بمطبخها الراقي وطعامها المعد بدقة والمقدّم غالباً مع النبيذ الفاخر ويعد في المطاعم والفنادق باهظة الثمن. في عام 2013، كان في باريس 85 مطعم ذا نجمة ميشلان، وهي بذلك الثانية على مستوى العالم بعد العاصمة اليابانية طوكيو،  و10 مطاعم ذات 3 نجوم ميشلان، وهذه الجائزة (نجوم ميشلان الثلاثة) هي أهم الجوائز التي قد تمنح لمطعم على الإطلاق. أدّى تطور السكك الحديدية في أواخر القرن التاسع عشر إلى جعل باريس مركزاً من المناطق المختلفة من فرنسا باختلاف مطابخها; مما أدّى إلى جعل مطبخ باريس مطبخاً متنوعاً. يوجد في باريس أكثر من 9,000 مطعم في الوقت الحاضر.

### الدين
مثل بقية فرنسا، مدينة باريس ذات غالبية كاثوليكية منذ العصور الوسطى، على الرغم من أن الحضور الديني ضعيف في الوقت الحاضر. في بداية القرن العشرين، كانت باريس أكبر مدينة كاثوليكية في العالم. كان هناك نوع من عدم الاستقرار السياسي في الجمهورية الفرنسية الثالثة بسبب الخلافات حول دور الكنيسة في المجتمع. الدستور الفرنسي لا يذكر الانتماءات الدينية للأفراد ويسمح بحرية ممارسة أي دين شريطة أن تكون هذه المسألة شخصية. ولا يوجد إحصائيات رسمية لانتشار الأديان في فرنسا وذلك يرجع إلى علمانية الدولة الفرنسية. لكن وفقاً لدراسة استقصائية أجرتها منظمة «آي إف أو بي» عام 2011، وهي منظمة أبحاث في الرأي العام الفرنسي، فإن 65% من سكان منطقة باريس عرفوا أنفسهم بأنهم مسيحيون، منهم حوالي 61% قالوا أنهم على المذهب الكاثوليكي، على الرغم من أن 15% قالوا أنهم كاثوليك ممارسين في حين قال 46% أنهم من الكاثوليك غير الممارسين. في نفس الاستطلاع، عرَّف 7% من السكان أنفسهم كمسلمين، وحوالي 4% كبروتستانت، وحوالي 2% كيهود، وحوالي 25% بدون دين.
تمتلك باريس عدداً من الكنائس المشهورة، مثل كاتدرائية نوتردام دو باري ذات الطراز القوطي. وهي المكان الذي أعلن فيه نابليون بونابرت إمبراطوراً عام 1804. وتحتضن الكاتدرائية ببعض أهم الآثار الدينيَّة والقطع الأثرية في العالم المسيحي، بما في ذلك تاج الشوك، وقطعة من الصليب الحقيقي. وكذلك كنيسة ليزانفاليد (كنيسة سانت لويس) التي بنيت بين عامي 1671-1691. وكنيسة سان سولبيس (1646-1676) وغيرها الكثير.
كما يوجد في باريس العديد من المساجد الموزعة في أنحاء المدينة أهمها مسجد باريس الكبير الذي بدأ باستقبال المصلّين منذ عام 1926. وفقًا لإحصائية قام بها المعهد الفرنسي للرأي العام سنة 2008 وجدت أنّ 7% من سكان باريس هم من المسلمين، وتعود أصول الغالبيّة العظمى منهم إلى دول المغرب العربي خصوصاً الجزائر والمغرب وتونس. وأفاد مسح المؤسسة الفرنسية للرأي العام في عام 2008 أن 25% من المهاجرين من هذه البلدان ذات الغالبية المسلمة يذهبون بانتظام إلى المسجد. وحوالي 41% يمارسون الدين بإنتظام، في حين أن 34% لا يمارسون الدين بإنتظام. وتقدر أعداد اليهود في باريس سنة 2014 بحوالي 282,000 أو 2% من مجمل سكان باريس؛ وتعد الجاليّة اليهودية في باريس أكبر تجمع لليهود في العالم خارج إسرائيل والولايات المتحدة.

## التعليم والصحة

### التعليم

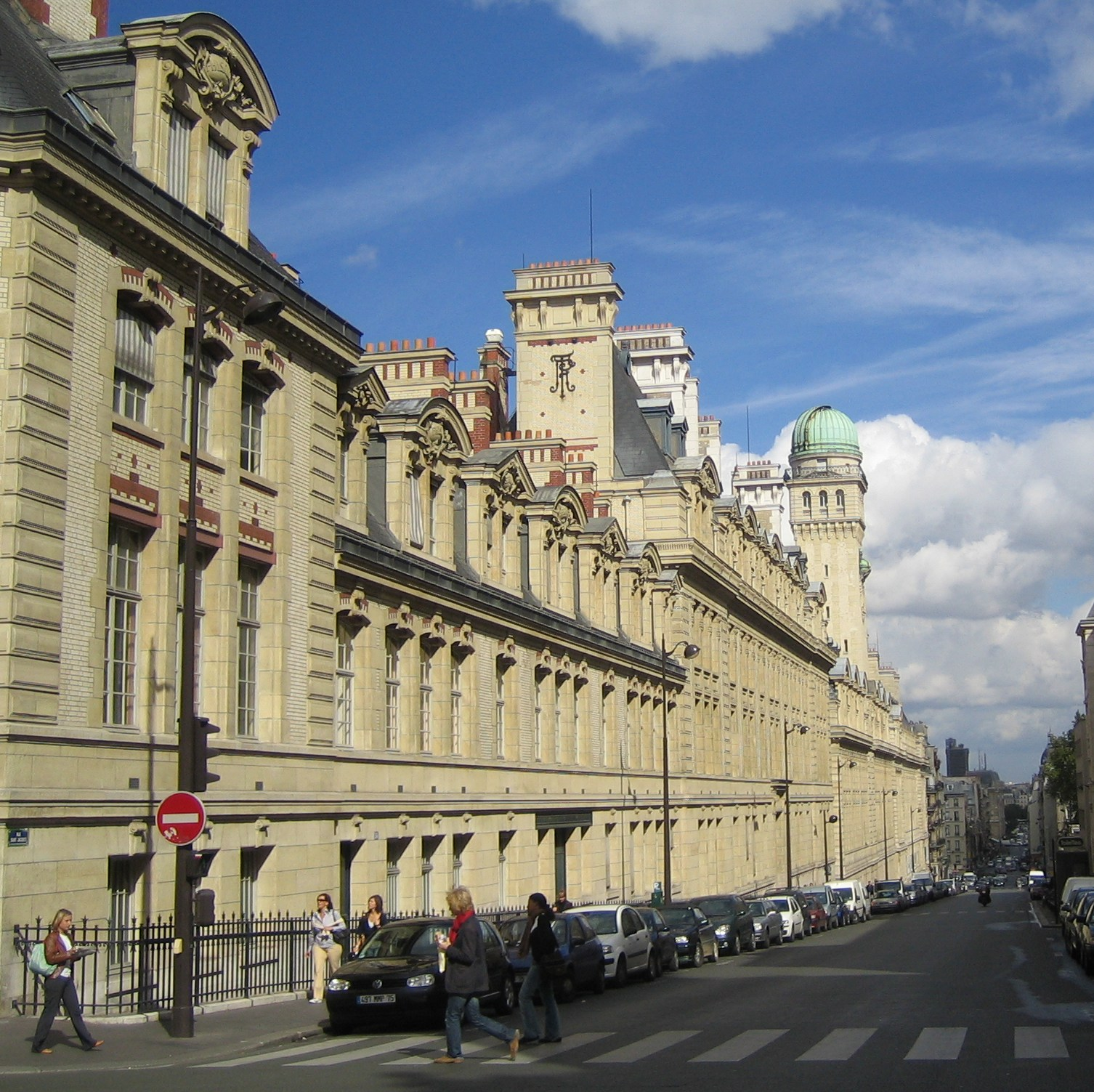
جامعة السوربون.

تمتلك باريس أعلى نسبة من السكان الحاصلين على تعليم عالي. في عام 2009، حوالي 40% من الباريسيين كانوا حاملين لشهادة ليسانس أو أعلى، وهي أعلى نسبة في فرنسا. في حين أن نسبة السكان غير الحاملين لشهادة دبلوم كانت 19%، وهي ثالث أدنى نسبة في البلاد.
في أوائل القرن التاسع الميلادي، كلّف الإمبراطور شارلمان جميع الكنائس بإعطاء رعاياهم دروساً في القراءة والكتابة والحساب. كما كلّف الكاتدرائيات بتوفير مستوى تعليمي أعلى يشمل دراسة اللغة والفيزياء والموسيقى واللاهوت. في ذلك الوقت، كانت باريس إحدى أكبر مدن البلاد بالفعل وكانت شهرتها تزداد شيئاً فشيئاً كمركز تعليمي. بحلول القرن الثالث عشر، كان لدى كاتدرائية نوتردام الواقعة في إيل دو لا سيتي العديد من المعلمين المعروفين، أثارت بعض تعاليمهم جدلاً مما أدّى إلى تأسيس جامعة منفصلة على الضفة اليسرى من النهر سميت جامعة سانت جينيف، التي أصبحت مركز الدراسات في الحي اللاتيني في باريس، وتبعها بعد ذلك جامعة السوربون. أما في الوقت الحاضر، يوظف التعليم في باريس ومنطقة إيل دو فرانس حوالي 330,000 موظف، منهم حوالي 170,000 أستاذ وبروفيسور يدرسون 2.9 مليون طالب في أكثر من 9,000 مدرسة ومعهد. وتحتضن باريس مجموعة من أعرق وأرقى مدارس البلاد.
تملك باريس أكبر عدد من المدارس الكبرى المرموقة في فرنسا، وهي مدارس متخصصة في التعليم العالي خارج الإطار الجامعي التقليدي. كثير من هذه المدارس تم نقلها في أواسط ستينيات وسبعينيات القرن الماضي إلى ضواحي المدينة مع زيادة في مساحتها، إلا أن مدرسة الأساتذة العليا حافظت على موقعها في الدائرة الخامسة. تضم المدينة أيضاً عدداً كبيراً من معاهد الهندسة يقودها معهد باريس للتكنولوجيا الذي يضم عدة كليات مثل: المدرسة المتعددة التكنولوجية، ومدرسة المناجم، وغيرها. وهناك أيضاً عدد من المعاهد التجارية مثل الكلية العليا للتجارة. كما يقع في الدائرة السابعة من المدينة معهد الدراسات السياسية الذي خرج عدداً كبيراً من الشخصيات السياسية، مثل: بطرس بطرس غالي، وفرانسوا ميتران،  وجاك شيراك،  وفرانسوا أولاند.

### الصحة
يتم توفير معظم خدمات الرعاية الصحية والخدمات الطبية الطارئة في مدينة باريس وضواحيها من قبل نظام المساعدة العامة-مستشفيات باريس، وهو نظام مستشفيات عام يوظف قرابة 90,000 موظف (بما في ذلك موظفي الدعم والإداريين) موزعين في 44 مستشفى،  وهو أكبر نظام مستشفيات في أوروبا. يوفر هذا النظام الرعاية الصحية، والتدريس، والبحوث، والوقاية، والخدمات الطبية الطارئة وذلك في 52 فرع من فروع الطب. ويوظف حوالي 15,800 طبيب في 44 مستشفى، ويتلقى أكثر من 5.8 مليون مريض سنوياً.
من أهم مستشفيات باريس مستشفى أوتيل ديو الذي قيل أنه تأسس عام 651، ويكون بذلك أقدم مستشفيات العاصمة الفرنسية. وهناك أيضاً مستشفى الشاريتي، والمستشفى الأمريكي في باريس والعديد من المستشفيات الأخرى.

## الرياضة
يوجد في باريس العديد من الملاعب المخصصة لمختلف أنواع الرياضات. يعدّ ملعب فرنسا الذي يتسع لأكثر من 80 ألف متفرج أكبر ملاعب البلاد،  وكان قد بني هذا الملعب الواقع في منطقة سان دينس لاستضافة كأس العالم لكرة القدم 1998 والذي حازت عليه فرنسا للمرة الأولى في تاريخها. يستخدم الملعب لممارسة كرة القدم، والرجبي، وألعاب القوى. يستضيف الملعب مباريات منتخب فرنسا الوطني للرجبي سنوياً في بطولة الأمم الستة. وكذلك يستضيف مباريات منتخب فرنسا لكرة القدم الودية وتصفيات البطولات الكبرى. بالإضافة إلى نادي باريس سان جيرمان، تملك المدينة نوادي كرة قدم أخرى مثل: نادي باريس، والنجم الأحمر ونادي فرنسا.
استضافت باريس دورة الألعاب الأوليمبية عامي 1900 و1924. كما استضافت كأس العالم لكرة القدم عامي 1938 و1998 وكذلك كأس العالم للرجبي عام 2007. ينتهي طواف فرنسا في باريس دائماً على الرغم من أنه يبدأ من أماكن مختلفة كل مرة، وتكون النهاية في الشانزلزيه تحديداً منذ عام 1975. استضافت المدينة أيضاً نهائي دوري أبطال أوروبا 2006 بين نادي برشلونة الإسباني ونادي آرسنال الإنجليزي. تعد كرة المضرب إحدى أكثر الرياضات شعبية في المدينة. تستضيف باريس بطولة فرنسا المفتوحة التي تقام سنوياً على ملعب رولان جاروس وهي إحدى بطولات غراند سلام الأربع كبرى بطولات عالم التنس. كما تقام بطولة باريس للشطرنج في المدينة منذ عام 1925.

### فرق محترفة
| الاسم                      | الرياضة   | الدرجة     | الملعب/القاعة               | التأسيس | الألقاب (بطولة فرنسا) |
| -------------------------- | --------- | ---------- | --------------------------- | ------- | --------------------- |
| باريس سان جيرمان           | كرة القدم | ليغ 1      | بارك دي برينس               | 1970    | 3                     |
| ستاد فرانسيه باريس للرجبي  | الرغبي    | توب 14     | ملعب شارليتي                | 1883    | 13                    |
| راسينغ مترو 92             | الرغبي    | توب 14     | ملعب إيف دو مانوار الأولمبي | 1882    | 5                     |
| باريس لوفالوا باسكيت       | كرة السلة | برو أ      | ملعب بيير دي كوبرتان        | 2007    | 0                     |
| باريس سان جيرمان لكرة اليد | كرة اليد  | ديفيزيون 1 | ملعب بيير دي كوبرتان        | 2012    | 0                     |
| باريس كرة الطائرة          | كرة طائرة | ليغ أ      | ملعب شارليتي                | 1998    | 8                     |

## الإعلام
باريس هي موطن للعديد من الصحف والمجلات والمطبوعات، بما في ذلك صحيفة لوموند، ولو فيغارو، وليبراسيون، ولو نوفيل أوبسرفاتور. يتصدر قطاع النشر الباريسي صحيفتا لوموند ولو فيغارو أكبر صحيفتين مرموقتين في فرنسا. كما تحتضن المدينة مقر وكالة فرانس برس منذ تأسيسها عام 1835، وهي بذلك الأقدم من نوعها في العالم،  والأكبر في فرنسا وواحدة من أكبر الوكالات الإخبارية في العالم (إلى جانب رويترز وأسوشيتد برس). كما تحتضن باريس مقر قناة فرنسا 24 التي تملكها الحكومة الفرنسية.
يوجد في باريس مقر قناة تي أف 1 أيضاً، وهي القناة الأكثر مشاهدةً في البلاد، بالإضافة إلى عدد كبير من القنوات الفضائية الأخرى، مثل: فرنسا 2، وفرنسا 3، وفرنسا 4، وفرنسا 5، وكانال بلوس، وبي إف إم وغيرها الكثير. كما تحتضن باريس مقر راديو فرنسا الدولي.

## المواصلات
تمتلك باريس شبكات نقل متطورة، من سكك حديدية، وطرق سريعة، ومطارات. وتشرف نقابة مواصلات إيل دو فرانس (نقابة المواصلات الباريسية سابقاً) على شبكة النقل في المنطقة. افتتح المترو في باريس عام 1900، ويعد وسيلة النقل الأكثر استخداماً داخل المدينة بواقع حوالي 9 ملايين راكب يومياً. يضم مترو باريس 300 محطة (384 نقطة توقف) وقضبان يبلغ طولها 214 كم، و16 خط تحدد بوساطة أرقام من 1 إلى 14، بالإضافة إلى خطين ثانويين (3bis و7bis). وكذلك RER، وهي شبكة مكوّنة من 5 خطوط سريعة (A, B, C, D, & E) والتي تمتد إلى مناطق أبعد من سابقتها. حيث تضم 257 نقطة توقف وقضبان يبلغ طولها 587 كم. كما سيتم استثمار 26.5 مليار يورو خلال العقدين القادمين من أجل توسيع شبكة المترو في الضواحي.

الطريق الدائري بالأصفر، وطريق A86 بالأزرق، وطريق فرانسليان بالأخضر.

 تملك باريس أيضاً شبكة ترام تتألّف من أربعة خطوط: يصل الخط الأول بين سان دينس ونوازي لو سك، والثاني يمر من لا ديفونس إلى إيسي-فال دو سين، والثالث بين بون دو غاريغليانو إلى بورت ديفري، والرابع من بوندي إلى أولناي-سو-بوا. ويتم إنشاء ستة خطوط إضافية في الوقت الحاضر.
تحتوي باريس على 4 مطارات دولية: مطار شارل دو غول، ومطار باريس أورلي، ومطار باريس لو بروجيه، وكذلك مطار بوفايه تييه. المطاران الرئيسان هما مطار باريس أورلي الواقع في جنوب المدينة، ومطار شارل ديغول الواقع في الجزء الشمالي الشرقي من المدينة وهو مقر شركة إير فرانس وأحد أكثر المطارات ازدحاماً في العالم.
تملك باريس أفضل شبكة من الطرق السريعة في فرنسا. يحيط بالمدينة ثلاثة طرق سريعة: الطريق الدائري،  الذي يتبع مسار الحصون المحيطة بباريس في القرن التاسع عشر تقريباً، وطريق A86 الموجود في الضواحي الداخلية، وطريق فرانسليان الموجود في الضواحي الخارجية. تملك المدينة شبكة واسعة من الطرق تمتد لأكثر من 2000 كم. يمكن الوصول إلى بروكسل من باريس براً في ثلاث ساعات، وإلى فرانكفورت في ست ساعات، وإلى برشلونة في اثني عشر ساعة. ويمكن الوصول إلى لندن خلال ساعتين وربع فقط باستخدام القطار.
منطقة باريس هي واحدة من أكثر مناطق فرنسا استخداماً للنقل المائي، حيث يتم نقل البضائع بوساطتها. يمكن الوصول إلى نهر اللوار، والراين، والرون، وميوس، وشيلدت، ويمكن الوصول إلى هذه الأنهار بوساطة قنوات متصلة مع نهر السين.

## المدن الصديقة
لدى باريس اتفاقية توأمة مع مدينة واحدة فقط، وهي روما عاصمة إيطاليا،  وذلك وفقاً للشعار (باريس وحدها تستحق روما وروما وحدها تستحق باريس). أما هذه المدن فترتبط مع باريس باتفاقيات صداقة وتعاون:
- اليابان، كيوتو (1958) [194][195]
- اليابان، طوكيو (1982) [195]
- مصر، القاهرة (1985) [196]
- الأردن، عمان (1987) [195][197]
- ألمانيا، برلين (1987) [195][198]
- اليمن، صنعاء (1987) [195][199]
- كوريا الجنوبية، سيول (1991) [195][200]
- روسيا، موسكو (1992) [195][201]
- لبنان، بيروت (1993) [195][202]
- إندونيسيا، جاكرتا (1995) [195][203]
- الولايات المتحدة، شيكاغو (1996) [195][204]
- كندا، مدينة كيبك (2003) [205]
- الولايات المتحدة، سان فرانسيسكو (1996) [206]
- الصين، بكين (1997) [195][207]
- جمهورية التشيك، براغ (1997) [195][208]
- السعودية، الرياض (1997) [بحاجة لمصدر]
- روسيا، سانت بطرسبرغ (1997)[209]
- تشيلي، سانتياغو (1997) [195]
- جورجيا، تبليسي (1997) [195]
- أرمينيا، يريفان (1998) [195]
- البرتغال، لشبونة (1998) [195]
- بلغاريا، صوفيا (1998) [195]
- الكويت، مدينة الكويت (1998)
- أستراليا، سيدني (1998) [195]
- المكسيك، مدينة مكسيكو (1999) [195]
- بولندا، وارسو (1999) [195]
- الأرجنتين، بيونس آيرس (1999) [195]
- اليونان، أثينا (2000) [195]
- إسبانيا، مدريد (2000) [195]
- الولايات المتحدة، واشنطن العاصمة (2000) [195]
- المملكة المتحدة، لندن (2001) [195]
- البرازيل، بورتو أليغري (2001)
- سويسرا، جنيف (2002) [195]
- الجزائر، الجزائر العاصمة (2003) [195][210]
- البرازيل، ساو باولو (2004) [205]
- المغرب، الرباط (2004)
- المغرب، الدار البيضاء (2004)
- تونس، تونس العاصمة (2004) [211]
- الدنمارك، كوبنهاغن (2005)
- كندا، مونتريال (2006) [195][212]
- كمبوديا، بنوم بنه (2007)
- البرازيل، ريو دي جانيرو (2009)
- فلسطين، أريحا (2009)
- تركيا، إسطنبول (2009)
- إسرائيل، تل أبيب (2010) [213]
- قطر، الدوحة (2010)
- فلسطين، رام الله (2011)
- السنغال، داكار (2011)
- هولندا، أمستردام (2013)

## الشوارع
- شارع الوناس معطوب
- شارع فلسطين

### كتب
- Marcel, Le Clère (1985). Paris de la Préhistoire à nos jours (بالفرنسية). Éd. Bordessoules. p. 705.

- Alfred Fierro (1996). Histoire et dictionnaire de Paris (بالفرنسية). Paris: Éd. Robert Laffont. pp. 1580. ISBN:2-221-07862-4..

## وصلات خارجية
- موقع مجلس مدينة باريس (بالفرنسية)
- موقع مكتب السياحة والمؤتمرات (بالفرنسية)